# Serie B 2023-2024
La Serie B 2023-2024 è stata la 92ª edizione del campionato italiano di calcio di Serie B, l'88ª a girone unico. La stagione regolare è iniziata il 18 agosto 2023 e si è conclusa il 10 maggio 2024 con la vittoria del Parma, al suo primo titolo. 
Capocannoniere del torneo è stato Joel Pohjanpalo (Venezia) con 22 reti.

## Stagione regolare

### Novità
A sostituire le retrocesse Brescia, Perugia, SPAL e Benevento, dalla Serie C 2022-2023 sono promosse la Feralpisalò, al debutto nel campionato cadetto, la Reggiana, di ritorno in Serie B dopo due stagioni d'assenza, il Catanzaro, di ritorno in Serie B dopo 17 anni, e il Lecco, che mancava dalla cadetteria da 50 anni, vincente dei play-off.
A sostituire le promosse Frosinone, Genoa e Cagliari, dalla Serie A 2022-2023 sono retrocesse lo Spezia, dopo tre stagioni nella massima serie, la Cremonese, dopo una stagione, e la Sampdoria, di ritorno in cadetteria dopo undici stagioni. 
La Reggina, giunta settima in classifica l'anno precedente, è esclusa dal campionato per inadempienze finanziarie e al suo posto è riammesso il Brescia, che nella stagione precedente era retrocesso dopo aver perso il play-out contro il Cosenza.
La regione più rappresentata in questa stagione è la Lombardia con cinque squadre (Brescia, Como, Cremonese, Feralpisalò e Lecco). Segue poi con tre squadre l'Emilia-Romagna (Parma, Modena e Reggiana). Con due squadre ciascuna ci sono il Veneto (Cittadella e Venezia), la Liguria (Sampdoria e Spezia) e la Calabria (Catanzaro e Cosenza); con una squadra il Trentino-Alto Adige (Südtirol), le Marche (Ascoli), la Puglia (Bari), la Sicilia (Palermo), la Toscana (Pisa) e l'Umbria (Ternana). In questa stagione, a livello di organico, ritorna il derby del Lario tra Como e Lecco, che mancava dall'annata 1972-73, oltre al fatto che, grazie al ritorno dei lecchesi, la Lombardia conta ben 5 squadre, come nell'annata 2005-06; il Catanzaro sfida il Cosenza in un derby che non si vedeva in Serie B da 34 anni; da segnalare anche la presenza di una singola squadra marchigiana dopo 3 anni, quando fu proprio l'Ascoli la rappresentante unica della regione adriatica, e la presenza di una singola squadra toscana, in questo caso il Pisa, dopo 5 anni.
Resta inalterato sia il numero delle promozioni (2 dirette e una dai play-off) sia quello delle retrocessioni (3 dirette e una dai play-out). Per quanto riguarda il regolamento dei play-off, come è accaduto nell'edizione precedente, la terza classificata sarà direttamente promossa in Serie A (non dando così luogo alla disputa dei play-off) se avrà un vantaggio di almeno 15 punti sulla quarta classificata. Per quanto concerne i play-out, la diciassettesima classificata sarà direttamente retrocessa in Serie C (non dando così luogo alla disputa dei play-out) se avrà un distacco di almeno 5 punti dalla sedicesima classificata.
La squadra detentrice del trofeo, vinto nella stagione 2022-2023, è il Frosinone.

### Calendario
Il campionato è iniziato venerdì 18 agosto 2023 con il primo anticipo del torneo, a cui poi sono seguite le altre partite in calendario per sabato 19 e domenica 20 agosto. Ha osservato quattro turni di sosta: il 9 settembre 2023, il 14 ottobre 2023, il 18 novembre 2023 e il 23 marzo 2024. Il torneo ha osservato una pausa invernale dal 27 dicembre 2023 al 12 gennaio 2024. I turni infrasettimanali in giornate feriali sono stati tre e in programma per martedì 29 agosto 2023, martedì 26 settembre 2023 e martedì 27 febbraio 2024. Come di consueto si è giocato martedì 26 dicembre 2023, giorno di Santo Stefano, lunedì 1º aprile 2024, giorno di Pasquetta, e mercoledì 1º maggio 2024. Le ultime due giornate sono state disputate in contemporanea e l'ultima giornata si è disputata venerdì 10 maggio in orario serale. I play-off, per decretare la terza squadra promossa in Serie A, con le due partite dei turni preliminari in gara secca giocati venerdì 17 e sabato 18 maggio, le semifinali sono state disputate lunedì 20 e martedì 21 maggio per le gare d'andata e venerdì 24 e sabato 25 maggio per le gare di ritorno. La finale è stata giocata giovedì 30 maggio per la gara d'andata e domenica 2 giugno per la gara di ritorno. Il play-out, per decretare la quarta squadra retrocessa in Serie C, è stato disputato in gara d'andata e ritorno in programma per giovedì 16 e giovedì 23 maggio.
Dal momento che solo il 30 agosto 2023 il Consiglio di Stato ha definitivamente sancito dalla Serie B l'esclusione della Reggina e la regolarità dell'iscrizione del Lecco, le partite delle prime tre giornate coinvolgenti la società neopromossa e il Brescia (riammesso al posto dei calabresi) sono state rinviate e recuperate in seguito.

### Avvenimenti

#### Girone di andata
Alla fine del girone d'andata, la capolista è il Parma, seguito dal Venezia e dal Como. Bene anche il neopromosso Catanzaro, la Cremonese, il Palermo e il Cittadella, con i veneti in rilancio dopo un paio di stagioni opache. Sottotono il rendimento di Sampdoria e Bari, finalista quest'ultima dei play-off della scorsa stagione, entrambi partite con ben altre ambizioni e che si ritrovano rispettivamente al decimo e undicesimo posto. In discesa anche il Südtirol dopo l'ottima stagione scorsa. Delude il neoretrocesso Spezia, al penultimo posto. Chiudono nella zona bassa il neopromosso Lecco, Ternana, Ascoli e la neopromossa Feralpisalò, in leggera ripresa nella parte finale del girone d'andata dopo un avvio di stagione negativo.

#### Girone di ritorno

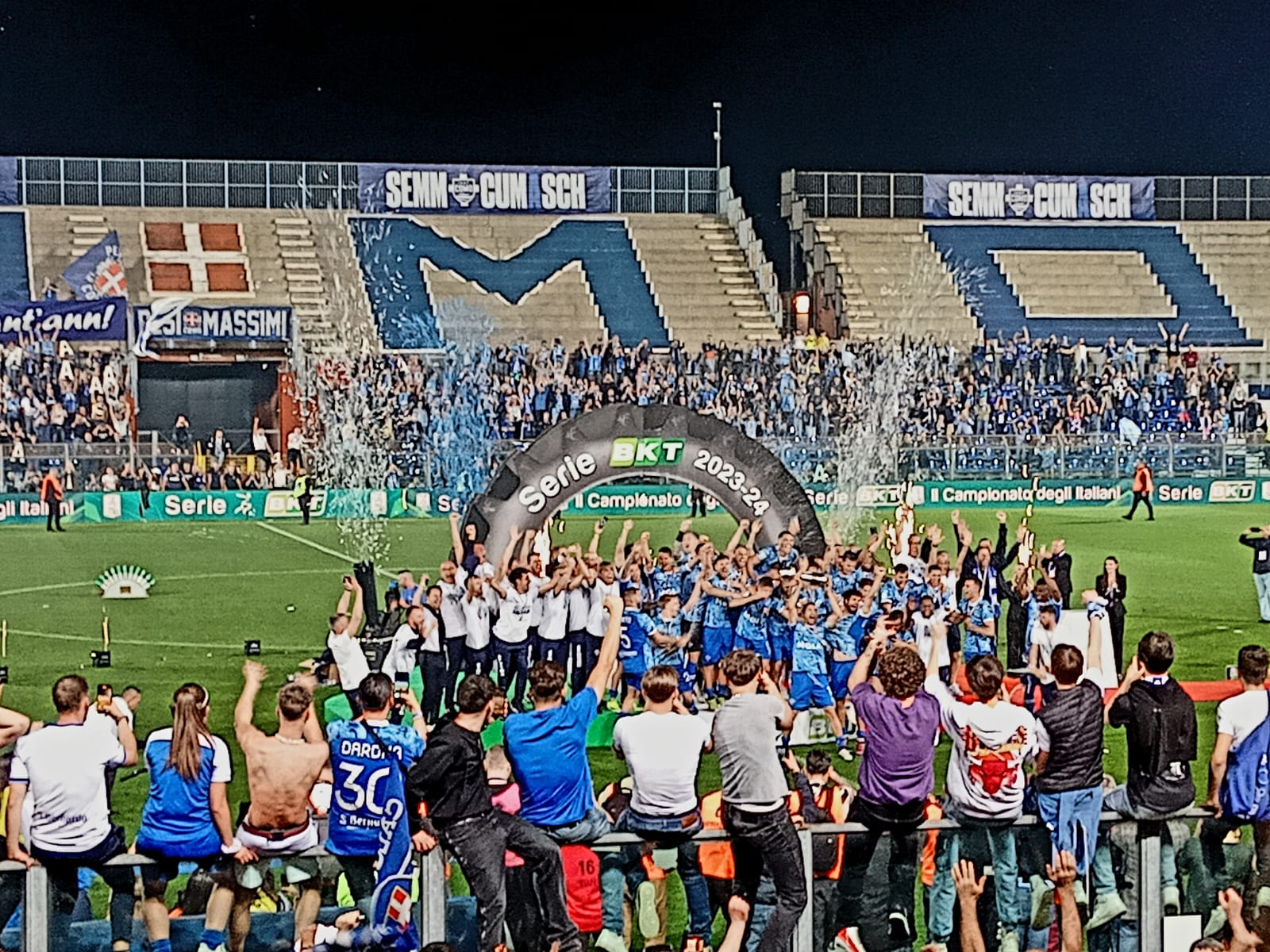
I giocatori del festeggiano la promozione in Serie A dopo la gara contro il (10 maggio 2024).

Nonostante una lieve flessione nel finale di stagione, il Parma mantiene saldamente il primo posto anche nel girone di ritorno centrando la promozione diretta con due giornate d'anticipo dopo aver pareggiato contro il Bari per 1-1, mentre il Venezia perde lo scontro diretto contro il Catanzaro per 3-2. La disputa per il secondo posto si riduce ben presto a una questione tra Cremonese, Como e Venezia: i lariani, pur alle prese con il terzo cambio di allenatore (situazione inusuale per una squadra di alta classifica), conducono un girone di ritorno smagliante mentre lagunari e, soprattutto, grigiorossi patiscono un rendimento discontinuo. Il duello tra Como e Venezia si risolve solamente all'ultima giornata. Gli azzurri vengono fermati sull'1-1 da un Cosenza già tranquillamente salvo, ma il Venezia fallisce il sorpasso perdendo 2-1 in casa dello Spezia. Il Como torna così a disputare un campionato di Serie A dopo 21 anni.
Il neopromosso Catanzaro, protagonista di una stagione molto positiva, chiude al quinto posto accedendo ai turni preliminari dei play-off assieme al deludente Palermo – che a inizio anno aveva ben altre ambizioni di classifica – nonché a Sampdoria e Brescia. I blucerchiati, dopo un inizio sottotono, sul finale della stagione scalano la classifica grazie a una serie di otto risultati utili consecutivi (pur inframezzata dalla sconfitta interna col Südtirol).
Nel turno preliminare dei play-off Palermo e Catanzaro passano il turno superando Sampdoria (2-0) e Brescia (4-2 dopo i tempi supplementari) ma sono costrette ad arrendersi in semifinale, battute rispettivamente da Venezia (0-1 a Palermo e 2-1 a Venezia) e Cremonese (2-2 a Catanzaro e 4-1 a Cremona) che accedono alla doppia finale. Dopo il pareggio per 0-0 all'andata, il Venezia batte in casa per 1-0 la Cremonese e torna nella massima serie dopo due stagioni d'assenza.
Il Südtirol, semifinalista dei precedenti play-off, resta fuori dagli spareggi mentre Cosenza, Modena, Reggiana, Pisa e Cittadella raggiungono la salvezza matematica con una giornata d'anticipo. Lo Spezia, reduce da una stagione molto complicata dopo la retrocessione dalla Serie A, guadagna la salvezza solamente all'ultima giornata vincendo contro il Venezia, concludendo quindicesimo. 
Nella parte bassa della classifica, il neopromosso Lecco paga il disastroso girone di ritorno e retrocede con tre giornate d'anticipo dopo aver perso per 4-0 contro il Parma, e lo segue la Feralpisalò alla penultima giornata dopo la sconfitta contro il Venezia, entrambi dopo un solo anno. All'ultima giornata, l'Ascoli vince contro il Pisa e chiude a pari punti col Bari, ma è retrocesso direttamente in virtù dello svantaggio degli scontri diretti contro i pugliesi (sconfitta per 1-0 fuori casa e pareggio 2-2 in casa). I marchigiani lasciano la cadetteria dopo nove stagioni consecutive, mentre il Bari, protagonista di una stagione molto negativa dopo la finale dei play-off persa nella scorsa stagione, contendono la permanenza in Serie B con la Ternana: i galletti, dopo aver impattato in casa per 1-1, vincono per 0-3 a Terni, e gli umbri lasciano la cadetteria dopo tre stagioni.
Questa stagione va ricordata in quanto è stata quella con più allenatori esonerati da quando esiste il campionato a girone unico: infatti ben 13 squadre su 20 hanno cambiato uno o più allenatori durante l'anno.

## Squadre partecipanti
| Club        | Stagione | Città                             | Stadio                                  | Stagione precedente                                        |
| ----------- | -------- | --------------------------------- | --------------------------------------- | ---------------------------------------------------------- |
| Ascoli      | dettagli | Ascoli Piceno                     | Stadio Cino e Lillo Del Duca            | 12º posto in Serie B                                       |
| Bari        | dettagli | Bari                              | Stadio San Nicola                       | 3º posto in Serie B                                        |
| Brescia     | dettagli | Brescia                           | Stadio Mario Rigamonti                  | 16º posto in Serie B, riammesso                            |
| Catanzaro   | dettagli | Catanzaro                         | Stadio Nicola Ceravolo                  | 1º posto in Serie C/C, promosso                            |
| Cittadella  | dettagli | Cittadella (PD)                   | Stadio Piercesare Tombolato             | 15º posto in Serie B                                       |
| Como        | dettagli | Como                              | Stadio Giuseppe Sinigaglia              | 13º posto in Serie B                                       |
| Cosenza     | dettagli | Cosenza                           | Stadio San Vito-Gigi Marulla            | 17º posto in Serie B                                       |
| Cremonese   | dettagli | Cremona                           | Stadio Giovanni Zini                    | 19º posto in Serie A, retrocessa                           |
| Feralpisalò | dettagli | Salò (BS) e Lonato del Garda (BS) | Stadio Leonardo Garilli (Piacenza)      | 1º posto in Serie C/A, promosso                            |
| Lecco       | dettagli | Lecco                             | Stadio Mario Rigamonti-Mario Ceppi      | 3º posto in Serie C/A, promosso dopo aver vinto i play-off |
| Modena      | dettagli | Modena                            | Stadio Alberto Braglia                  | 10º posto in Serie B                                       |
| Palermo     | dettagli | Palermo                           | Stadio Renzo Barbera                    | 9º posto in Serie B                                        |
| Parma       | dettagli | Parma                             | Stadio Ennio Tardini                    | 4º posto in Serie B                                        |
| Pisa        | dettagli | Pisa                              | Stadio Arena Garibaldi-Romeo Anconetani | 11º posto in Serie B                                       |
| Reggiana    | dettagli | Reggio Emilia                     | Mapei Stadium - Città del Tricolore     | 1º posto in Serie C/B, promosso                            |
| Sampdoria   | dettagli | Genova                            | Stadio Luigi Ferraris                   | 20º posto in Serie A, retrocessa                           |
| Spezia      | dettagli | La Spezia                         | Stadio Alberto Picco                    | 18º posto in Serie A, retrocessa                           |
| Südtirol    | dettagli | Bolzano                           | Stadio Druso                            | 6º posto in Serie B                                        |
| Ternana     | dettagli | Terni                             | Stadio Libero Liberati                  | 14º posto in Serie B                                       |
| Venezia     | dettagli | Venezia                           | Stadio Pier Luigi Penzo                 | 8º posto in Serie B                                        |

## Allenatori e primatisti
| Squadra     | Allenatore | Giocatore più presente (tra parentesi il numero delle presenze) | Capocannoniere (tra parentesi il numero dei gol segnati) |
| ----------- | --- | --------------------------------------------------------------- | -------------------------------------------------------- |
| Ascoli      | William Viali (1ª-13ª) Fabrizio Castori (14ª-29ª) Massimo Carrera (30ª-38ª)                                                          | Pablo Rodríguez (37)                                            | Pedro Mendes (11)                                        |
| Bari        | Michele Mignani (1ª-9ª) Pasquale Marino (10ª-23ª) Giuseppe Iachini (24ª-33ª) Federico Giampaolo (34ª-38ª e play-out)                 | Francesco Vicari (37)                                           | Giuseppe Sibilli (11)                                    |
| Brescia     | Daniele Gastaldello (1ª-2ª) Rolando Maran (3ª) Daniele Gastaldello (4ª-12ª) Luca Belingheri (13ª) Rolando Maran (14ª-38ª e play-off) | Flavio Bianchi (38)                                             | Gabriele Moncini (10)                                    |
| Catanzaro   | Vincenzo Vivarini | Andrea Fulignati (37)                                           | Pietro Iemmello (15)                                     |
| Cittadella  | Edoardo Gorini | Elhan Kastrati, Filippo Pittarello, Alessio Vita (35)           | Luca Pandolfi (8)                                        |
| Como        | Moreno Longo (1ª-2ª) Cesc Fàbregas (3ª) Moreno Longo (4ª-13ª) Cesc Fàbregas (14ª-18ª) Marco Cassetti (19ª) Osian Roberts (20ª-38ª)   | Adrian Šemper (38)                                              | Patrick Cutrone (14)                                     |
| Cosenza     | Fabio Caserta (1ª-29ª) William Viali (30ª-38ª)                                                                                       | Alessandro Micai (37)                                           | Gennaro Tutino (20)                                      |
| Cremonese   | Davide Ballardini (1ª-5ª) Giovanni Stroppa (6ª-38ª e play-off)                                                                       | Leonardo Sernicola (36)                                         | Massimo Coda (16)                                        |
| Feralpisalò | Stefano Vecchi (1ª-10ª) Marco Zaffaroni (11ª-38ª)                                                                                    | Semuel Pizzignacco (38)                                         | Andrea La Mantia (8)                                     |
| Lecco       | Emiliano Bonazzoli (1ª-3ª) Luciano Foschi (4ª-9ª) Emiliano Bonazzoli (10ª-24ª) Alfredo Aglietti (25ª-31ª) Andrea Malgrati (32ª-38ª)  | Andrija Novakovich (38)                                         | Nicolò Buso (9)                                          |
| Modena      | Paolo Bianco (1ª-33ª) Pierpaolo Bisoli (34ª-38ª)                                                                                     | Luca Magnino (38)                                               | Antonio Palumbo (7)                                      |
| Palermo     | Eugenio Corini (1ª-31ª) Michele Mignani (32ª-38ª e play-off)                                                                         | Matteo Brunori (37)                                             | Matteo Brunori (17)                                      |
| Parma       | Fabio Pecchia | Leandro Chichizola (37)                                         | Dennis Man (11)                                          |
| Pisa        | Alberto Aquilani | Simone Canestrelli (36)                                         | Mattia Valoti (10)                                       |
| Reggiana    | Alessandro Nesta | Manolo Portanova (36)                                           | Cedric Gondo (6)                                         |
| Sampdoria   | Andrea Pirlo | Daniele Ghilardi, Filip Stanković (38)                          | Manuel De Luca (10)                                      |
| Spezia      | Massimiliano Alvini (1ª-13ª) Luca D'Angelo (14ª-38ª)                                                                                 | Francesco Pio Esposito (38)                                     | Daniele Verde (7)                                        |
| Südtirol    | Pierpaolo Bisoli (1ª-15ª) Federico Valente (16ª-38ª)                                                                                 | Giacomo Poluzzi (37)                                            | Daniele Casiraghi (16)                                   |
| Ternana     | Cristiano Lucarelli (1ª-12ª) Roberto Breda (13ª-38ª e play-out)                                                                      | Antonio Raimondo (38)                                           | Antonio Raimondo (9)                                     |
| Venezia     | Paolo Vanoli | Nicholas Pierini, Christian Gytkjær (38)                        | Joel Pohjanpalo (22)                                     |

## Classifica finale
|  | Pos. | Squadra        | Pt | G  | V  | N  | P  | GF | GS | DR  |
|  | ---- | -------------- | -- | -- | -- | -- | -- | -- | -- | --- |
|  | 1.   | Parma          | 76 | 38 | 21 | 13 | 4  | 66 | 35 | +31 |
|  | 2.   | Como           | 73 | 38 | 21 | 10 | 7  | 58 | 40 | +18 |
|  | 3.   | Venezia        | 70 | 38 | 21 | 7  | 10 | 69 | 46 | +23 |
|  | 4.   | Cremonese      | 67 | 38 | 19 | 10 | 9  | 50 | 32 | +18 |
|  | 5.   | Catanzaro      | 60 | 38 | 17 | 9  | 12 | 59 | 50 | +9  |
|  | 6.   | Palermo        | 56 | 38 | 15 | 11 | 12 | 62 | 53 | +9  |
|  | 7.   | Sampdoria (-2) | 55 | 38 | 16 | 9  | 13 | 53 | 50 | +3  |
|  | 8.   | Brescia        | 51 | 38 | 12 | 15 | 11 | 44 | 40 | +4  |
|  | 9.   | Cosenza        | 47 | 38 | 11 | 14 | 13 | 47 | 42 | +5  |
|  | 10.  | Modena         | 47 | 38 | 10 | 17 | 11 | 41 | 47 | -6  |
|  | 11.  | Reggiana       | 47 | 38 | 10 | 17 | 11 | 38 | 45 | -7  |
|  | 12.  | Südtirol       | 47 | 38 | 12 | 11 | 15 | 46 | 48 | -2  |
|  | 13.  | Pisa           | 46 | 38 | 11 | 13 | 14 | 51 | 54 | -3  |
|  | 14.  | Cittadella     | 46 | 38 | 11 | 13 | 14 | 40 | 47 | -7  |
|  | 15.  | Spezia         | 44 | 38 | 9  | 17 | 12 | 36 | 49 | -13 |
|  | 16.  | Ternana        | 43 | 38 | 11 | 10 | 17 | 43 | 50 | -7  |
|  | 17.  | Bari           | 41 | 38 | 8  | 17 | 13 | 38 | 49 | -11 |
|  | 18.  | Ascoli         | 41 | 38 | 9  | 14 | 15 | 38 | 42 | -4  |
|  | 19.  | Feralpisalò    | 33 | 38 | 8  | 9  | 21 | 44 | 65 | -21 |
|  | 20.  | Lecco          | 26 | 38 | 6  | 8  | 24 | 35 | 74 | -39 |

      Promosse in Serie A 2024-2025.
  Ammesse ai play-off o ai play-out.
      Retrocesse in Serie C 2024-2025.
Tre punti per la vittoria, uno per il pareggio, zero per la sconfitta.
In caso di arrivo di due o più squadre a pari punti, la graduatoria verrà stilata secondo la classifica avulsa tra le squadre interessate che prevede, in ordine, i seguenti criteri:
- Punti negli scontri diretti
- Differenza reti negli scontri diretti
- Differenza reti generale
- Reti realizzate in generale
- Sorteggio

Note:
La Sampdoria ha scontato 2 punti di penalizzazione.

### Squadra campione
| Formazione tipo (4-2-3-1) | Giocatori (presenze)    |
| --- | ----------------------- |
| Chichizola Delprato Osorio Circati Di Chiara Hernani Estévez Man Bernabé Benedyczak Bonny | Leandro Chichizola (36) |
| Chichizola Delprato Osorio Circati Di Chiara Hernani Estévez Man Bernabé Benedyczak Bonny | Enrico Del Prato (35)   |
| Chichizola Delprato Osorio Circati Di Chiara Hernani Estévez Man Bernabé Benedyczak Bonny | Yordan Osorio (24)      |
| Chichizola Delprato Osorio Circati Di Chiara Hernani Estévez Man Bernabé Benedyczak Bonny | Alessandro Circati (29) |
| Chichizola Delprato Osorio Circati Di Chiara Hernani Estévez Man Bernabé Benedyczak Bonny | Gianluca Di Chiara (25) |
| Chichizola Delprato Osorio Circati Di Chiara Hernani Estévez Man Bernabé Benedyczak Bonny | Hernani (36)            |
| Chichizola Delprato Osorio Circati Di Chiara Hernani Estévez Man Bernabé Benedyczak Bonny | Nahuel Estévez (32)     |
| Chichizola Delprato Osorio Circati Di Chiara Hernani Estévez Man Bernabé Benedyczak Bonny | Dennis Man (32)         |
| Chichizola Delprato Osorio Circati Di Chiara Hernani Estévez Man Bernabé Benedyczak Bonny | Adrián Bernabé (35)     |
| Chichizola Delprato Osorio Circati Di Chiara Hernani Estévez Man Bernabé Benedyczak Bonny | Adrian Benedyczak (31)  |
| Chichizola Delprato Osorio Circati Di Chiara Hernani Estévez Man Bernabé Benedyczak Bonny | Ange-Yoan Bonny (35)    |
| Altri giocatori: Valentin Mihăilă (32), Simon Sohm (32), Anthony Partipilo (27), Woyo Coulibaly (26), Gabriel Charpentier (24), Antonio Čolak (22), Wylan Cyprien (18), Botond Balogh (17), Cristian Ansaldi (16), Drissa Camara (16), Vasileios Zagaritīs (10), Tjaš Begić (8), Antoine Hainaut (4), Edoardo Corvi (2), Lautaro Valenti (2). |                         |

## Risultati

### Tabellone
Ogni riga indica i risultati casalinghi della squadra segnata a inizio della riga, contro le squadre segnate colonna per colonna (che invece avranno giocato l'incontro in trasferta). Al contrario, leggendo la colonna di una squadra si avranno i risultati ottenuti dalla stessa in trasferta, contro le squadre segnate in ogni riga, che invece avranno giocato l'incontro in casa.
|             | ASC  | BAR  | BRE  | CAT  | CIT  | COM  | COS  | CRE  | FER  | LEC  | MOD  | PAL  | PAR  | PIS  | REG  | SAM  | SPE  | SÜD  | TER  | VEN  |
| ----------- | ---- | ---- | ---- | ---- | ---- | ---- | ---- | ---- | ---- | ---- | ---- | ---- | ---- | ---- | ---- | ---- | ---- | ---- | ---- | ---- |
| Ascoli      | –––– | 2-2  | 1-1  | 1-0  | 0-0  | 0-1  | 0-1  | 0-0  | 3-0  | 4-1  | 0-0  | 0-1  | 1-3  | 2-1  | 0-0  | 1-1  | 1-2  | 1-2  | 2-0  | 0-0  |
| Bari        | 1-0  | –––– | 2-0  | 2-2  | 1-1  | 1-1  | 0-0  | 1-2  | 1-0  | 3-1  | 1-1  | 0-0  | 1-1  | 1-1  | 0-2  | 0-1  | 1-1  | 2-1  | 3-1  | 0-3  |
| Brescia     | 1-1  | 1-2  | –––– | 1-1  | 2-0  | 2-0  | 1-0  | 0-3  | 1-1  | 4-1  | 0-1  | 4-2  | 0-2  | 3-1  | 0-0  | 3-1  | 0-0  | 1-1  | 0-0  | 0-0  |
| Catanzaro   | 3-2  | 2-0  | 2-3  | –––– | 1-1  | 1-2  | 2-0  | 0-0  | 3-0  | 5-3  | 1-2  | 1-1  | 0-5  | 2-0  | 0-1  | 1-3  | 3-0  | 2-2  | 2-1  | 3-2  |
| Cittadella  | 0-0  | 1-1  | 3-2  | 1-2  | –––– | 0-3  | 2-0  | 1-2  | 1-1  | 2-1  | 1-1  | 2-0  | 1-2  | 0-1  | 1-0  | 1-2  | 4-1  | 2-1  | 2-2  | 0-0  |
| Como        | 0-2  | 2-1  | 1-0  | 1-0  | 2-1  | –––– | 1-1  | 1-3  | 2-1  | 0-0  | 2-1  | 3-3  | 1-1  | 3-1  | 2-2  | 1-0  | 4-0  | 2-0  | 2-1  | 2-1  |
| Cosenza     | 3-0  | 4-1  | 1-2  | 0-2  | 0-0  | 1-2  | –––– | 1-2  | 1-1  | 3-0  | 1-2  | 1-1  | 0-0  | 1-1  | 2-0  | 1-2  | 2-2  | 2-2  | 1-3  | 4-2  |
| Cremonese   | 2-2  | 0-1  | 1-0  | 0-0  | 3-0  | 2-1  | 1-0  | –––– | 0-1  | 1-0  | 4-0  | 2-2  | 1-2  | 2-1  | 1-1  | 1-1  | 3-0  | 0-1  | 1-2  | 1-0  |
| Feralpisalò | 0-1  | 3-3  | 2-2  | 3-0  | 0-1  | 2-5  | 2-2  | 1-0  | –––– | 5-1  | 1-1  | 1-2  | 1-2  | 0-1  | 0-3  | 1-3  | 1-2  | 0-2  | 0-1  | 2-2  |
| Lecco       | 0-2  | 1-0  | 0-2  | 3-4  | 1-1  | 0-3  | 1-3  | 0-1  | 1-2  | –––– | 2-3  | 0-1  | 3-2  | 1-3  | 1-0  | 0-1  | 0-0  | 2-1  | 2-3  | 1-2  |
| Modena      | 1-0  | 1-1  | 1-2  | 1-3  | 1-1  | 0-0  | 1-1  | 0-1  | 2-3  | 0-0  | –––– | 0-2  | 3-0  | 2-0  | 2-1  | 0-2  | 0-0  | 1-0  | 2-1  | 1-3  |
| Palermo     | 2-2  | 3-0  | 1-0  | 1-2  | 0-1  | 3-0  | 0-1  | 3-2  | 3-0  | 1-2  | 4-2  | –––– | 0-0  | 3-2  | 1-2  | 2-2  | 2-2  | 2-1  | 2-3  | 0-3  |
| Parma       | 1-1  | 2-1  | 2-1  | 0-2  | 2-0  | 2-1  | 1-1  | 1-1  | 2-0  | 4-0  | 1-1  | 3-3  | –––– | 3-2  | 0-0  | 1-1  | 2-0  | 2-0  | 3-1  | 2-1  |
| Pisa        | 1-0  | 1-1  | 1-1  | 2-2  | 2-1  | 1-1  | 1-2  | 0-0  | 3-1  | 1-2  | 2-2  | 4-3  | 1-2  | –––– | 2-2  | 2-0  | 2-3  | 2-2  | 1-0  | 1-2  |
| Reggiana    | 1-1  | 1-1  | 1-1  | 1-0  | 0-2  | 2-2  | 0-4  | 2-2  | 1-1  | 1-1  | 1-0  | 1-3  | 1-1  | 0-0  | –––– | 1-2  | 0-0  | 1-1  | 0-2  | 1-0  |
| Sampdoria   | 2-1  | 1-1  | 1-1  | 1-2  | 1-2  | 1-1  | 2-0  | 1-2  | 2-3  | 2-0  | 2-2  | 1-0  | 0-3  | 0-2  | 1-0  | –––– | 2-1  | 0-1  | 4-1  | 1-2  |
| Spezia      | 2-1  | 1-0  | 0-0  | 1-1  | 4-2  | 0-1  | 0-0  | 0-1  | 0-2  | 1-1  | 1-1  | 1-0  | 0-1  | 0-0  | 1-2  | 0-0  | –––– | 2-1  | 2-2  | 2-1  |
| Südtirol    | 3-1  | 1-0  | 1-1  | 0-1  | 0-0  | 0-1  | 0-1  | 3-0  | 1-0  | 1-0  | 0-0  | 0-1  | 0-0  | 1-2  | 2-3  | 3-1  | 3-3  | –––– | 4-3  | 0-3  |
| Ternana     | 0-1  | 0-0  | 0-1  | 1-0  | 3-1  | 0-1  | 1-0  | 0-1  | 2-1  | 0-0  | 0-0  | 1-1  | 1-3  | 1-1  | 3-0  | 1-2  | 1-1  | 1-1  | –––– | 0-1  |
| Venezia     | 3-1  | 3-1  | 2-0  | 2-1  | 2-0  | 3-0  | 1-1  | 2-1  | 1-1  | 2-2  | 2-2  | 1-3  | 3-2  | 2-1  | 2-3  | 5-3  | 1-0  | 2-3  | 1-0  | –––– |

### Calendario
Il calendario è stato sorteggiato l'11 luglio 2023 presso la Villa Olmo a Como. Per la prima volta nella storia della competizione è asimmetrico, seguendo il modello della Serie A. Il calendario è stato stilato con una "X" al posto della ventesima squadra, non nota all'epoca del sorteggio.

#### Girone di andata
|         | 1ª giornata         |     |
|         |                     |     |
| 18 ago. | Bari-Palermo        | 0-0 |
| 24 ott. | Brescia-Modena      | 0-1 |
| 20 ago. | Cittadella-Reggiana | 1-0 |
| 19 ago. | Cosenza-Ascoli      | 3-0 |
| 19 ago. | Cremonese-Catanzaro | 0-0 |
| 20 ago. | Parma-Feralpisalò   | 2-0 |
| 24 ott. | Pisa-Lecco          | 1-2 |
| 20 ago. | Südtirol-Spezia     | 3-3 |
| 19 ago. | Ternana-Sampdoria   | 1-2 |
| 20 ago. | Venezia-Como        | 3-0 |

|         | 2ª giornata          |     |
|         |                      |     |
| 27 ago. | Catanzaro-Ternana    | 2-1 |
| 26 ago. | Como-Reggiana        | 2-2 |
| 26 ago. | Cremonese-Bari       | 0-1 |
| 26 ago. | Feralpisalò-Südtirol | 0-2 |
| 8 nov.  | Lecco-Spezia         | 0-0 |
| 26 ago. | Modena-Ascoli        | 1-0 |
| 8 nov.  | Palermo-Brescia      | 1-0 |
| 26 ago. | Parma-Cittadella     | 2-0 |
| 25 ago. | Sampdoria-Pisa       | 0-2 |
| 26 ago. | Venezia-Cosenza      | 1-1 |

|         | 1ª giornata         |     |
|         |                     |     |
| 18 ago. | Bari-Palermo        | 0-0 |
| 24 ott. | Brescia-Modena      | 0-1 |
| 20 ago. | Cittadella-Reggiana | 1-0 |
| 19 ago. | Cosenza-Ascoli      | 3-0 |
| 19 ago. | Cremonese-Catanzaro | 0-0 |
| 20 ago. | Parma-Feralpisalò   | 2-0 |
| 24 ott. | Pisa-Lecco          | 1-2 |
| 20 ago. | Südtirol-Spezia     | 3-3 |
| 19 ago. | Ternana-Sampdoria   | 1-2 |
| 20 ago. | Venezia-Como        | 3-0 |

|         | 2ª giornata          |     |
|         |                      |     |
| 27 ago. | Catanzaro-Ternana    | 2-1 |
| 26 ago. | Como-Reggiana        | 2-2 |
| 26 ago. | Cremonese-Bari       | 0-1 |
| 26 ago. | Feralpisalò-Südtirol | 0-2 |
| 8 nov.  | Lecco-Spezia         | 0-0 |
| 26 ago. | Modena-Ascoli        | 1-0 |
| 8 nov.  | Palermo-Brescia      | 1-0 |
| 26 ago. | Parma-Cittadella     | 2-0 |
| 25 ago. | Sampdoria-Pisa       | 0-2 |
| 26 ago. | Venezia-Cosenza      | 1-1 |

|         | 3ª giornata        |     |
|         |                    |     |
| 29 ago. | Ascoli-Feralpisalò | 3-0 |
| 30 ago. | Bari-Cittadella    | 1-1 |
| 30 ago. | Catanzaro-Spezia   | 3-0 |
| 28 nov. | Como-Lecco         | 0-0 |
| 29 ago. | Cosenza-Modena     | 1-2 |
| 29 ago. | Pisa-Parma         | 1-2 |
| 29 ago. | Reggiana-Palermo   | 1-3 |
| 30 ago. | Sampdoria-Venezia  | 1-2 |
| 28 nov. | Südtirol-Brescia   | 1-1 |
| 30 ago. | Ternana-Cremonese  | 0-1 |

|        | 4ª giornata         |     |
|        |                     |     |
| 3 set. | Brescia-Cosenza     | 1-0 |
| 3 set. | Cittadella-Venezia  | 0-0 |
| 3 set. | Cremonese-Sampdoria | 1-1 |
| 3 set. | Lecco-Catanzaro     | 3-4 |
| 2 set. | Modena-Pisa         | 2-0 |
| 2 set. | Palermo-Feralpisalò | 3-0 |
| 2 set. | Parma-Reggiana      | 0-0 |
| 3 set. | Spezia-Como         | 0-1 |
| 2 set. | Südtirol-Ascoli     | 3-1 |
| 3 set. | Ternana-Bari        | 0-0 |

|         | 3ª giornata        |     |
|         |                    |     |
| 29 ago. | Ascoli-Feralpisalò | 3-0 |
| 30 ago. | Bari-Cittadella    | 1-1 |
| 30 ago. | Catanzaro-Spezia   | 3-0 |
| 28 nov. | Como-Lecco         | 0-0 |
| 29 ago. | Cosenza-Modena     | 1-2 |
| 29 ago. | Pisa-Parma         | 1-2 |
| 29 ago. | Reggiana-Palermo   | 1-3 |
| 30 ago. | Sampdoria-Venezia  | 1-2 |
| 28 nov. | Südtirol-Brescia   | 1-1 |
| 30 ago. | Ternana-Cremonese  | 0-1 |

|        | 4ª giornata         |     |
|        |                     |     |
| 3 set. | Brescia-Cosenza     | 1-0 |
| 3 set. | Cittadella-Venezia  | 0-0 |
| 3 set. | Cremonese-Sampdoria | 1-1 |
| 3 set. | Lecco-Catanzaro     | 3-4 |
| 2 set. | Modena-Pisa         | 2-0 |
| 2 set. | Palermo-Feralpisalò | 3-0 |
| 2 set. | Parma-Reggiana      | 0-0 |
| 3 set. | Spezia-Como         | 0-1 |
| 2 set. | Südtirol-Ascoli     | 3-1 |
| 3 set. | Ternana-Bari        | 0-0 |

|         | 5ª giornata          |     |
|         |                      |     |
| 16 set. | Ascoli-Palermo       | 0-1 |
| 17 set. | Catanzaro-Parma      | 0-5 |
| 17 set. | Como-Ternana         | 2-1 |
| 16 set. | Cosenza-Südtirol     | 2-2 |
| 16 set. | Feralpisalò-Modena   | 1-1 |
| 16 set. | Lecco-Brescia        | 0-2 |
| 16 set. | Pisa-Bari            | 1-1 |
| 16 set. | Reggiana-Cremonese   | 2-2 |
| 18 set. | Sampdoria-Cittadella | 1-2 |
| 15 set. | Venezia-Spezia       | 1-0 |

|         | 6ª giornata      |     |
|         |                  |     |
| 24 set. | Bari-Catanzaro   | 2-2 |
| 23 set. | Brescia-Venezia  | 0-0 |
| 24 set. | Cittadella-Como  | 0-3 |
| 23 set. | Cremonese-Ascoli | 2-2 |
| 23 set. | Feralpisalò-Pisa | 0-1 |
| 23 set. | Modena-Lecco     | 0-0 |
| 22 set. | Palermo-Cosenza  | 0-1 |
| 24 set. | Parma-Sampdoria  | 1-1 |
| 23 set. | Spezia-Reggiana  | 1-2 |
| 23 set. | Ternana-Südtirol | 1-1 |

|         | 5ª giornata          |     |
|         |                      |     |
| 16 set. | Ascoli-Palermo       | 0-1 |
| 17 set. | Catanzaro-Parma      | 0-5 |
| 17 set. | Como-Ternana         | 2-1 |
| 16 set. | Cosenza-Südtirol     | 2-2 |
| 16 set. | Feralpisalò-Modena   | 1-1 |
| 16 set. | Lecco-Brescia        | 0-2 |
| 16 set. | Pisa-Bari            | 1-1 |
| 16 set. | Reggiana-Cremonese   | 2-2 |
| 18 set. | Sampdoria-Cittadella | 1-2 |
| 15 set. | Venezia-Spezia       | 1-0 |

|         | 6ª giornata      |     |
|         |                  |     |
| 24 set. | Bari-Catanzaro   | 2-2 |
| 23 set. | Brescia-Venezia  | 0-0 |
| 24 set. | Cittadella-Como  | 0-3 |
| 23 set. | Cremonese-Ascoli | 2-2 |
| 23 set. | Feralpisalò-Pisa | 0-1 |
| 23 set. | Modena-Lecco     | 0-0 |
| 22 set. | Palermo-Cosenza  | 0-1 |
| 24 set. | Parma-Sampdoria  | 1-1 |
| 23 set. | Spezia-Reggiana  | 1-2 |
| 23 set. | Ternana-Südtirol | 1-1 |

|         | 7ª giornata          |     |
|         |                      |     |
| 26 set. | Ascoli-Ternana       | 2-0 |
| 27 set. | Catanzaro-Cittadella | 1-1 |
| 27 set. | Como-Sampdoria       | 1-0 |
| 26 set. | Cosenza-Cremonese    | 1-2 |
| 26 set. | Lecco-Feralpisalò    | 1-2 |
| 27 set. | Parma-Bari           | 2-1 |
| 26 set. | Reggiana-Pisa        | 0-0 |
| 26 set. | Spezia-Brescia       | 0-0 |
| 26 set. | Südtirol-Modena      | 0-0 |
| 26 set. | Venezia-Palermo      | 1-3 |

|         | 8ª giornata         |     |
|         |                     |     |
| 1º ott. | Bari-Como           | 1-1 |
| 30 set. | Brescia-Ascoli      | 1-1 |
| 1º ott. | Cittadella-Lecco    | 2-1 |
| 1º ott. | Cremonese-Parma     | 1-2 |
| 30 set. | Feralpisalò-Spezia  | 1-2 |
| 30 set. | Modena-Venezia      | 1-3 |
| 1º ott. | Palermo-Südtirol    | 2-1 |
| 30 set. | Pisa-Cosenza        | 1-2 |
| 1º ott. | Sampdoria-Catanzaro | 1-2 |
| 30 set. | Ternana-Reggiana    | 3-0 |

|         | 7ª giornata          |     |
|         |                      |     |
| 26 set. | Ascoli-Ternana       | 2-0 |
| 27 set. | Catanzaro-Cittadella | 1-1 |
| 27 set. | Como-Sampdoria       | 1-0 |
| 26 set. | Cosenza-Cremonese    | 1-2 |
| 26 set. | Lecco-Feralpisalò    | 1-2 |
| 27 set. | Parma-Bari           | 2-1 |
| 26 set. | Reggiana-Pisa        | 0-0 |
| 26 set. | Spezia-Brescia       | 0-0 |
| 26 set. | Südtirol-Modena      | 0-0 |
| 26 set. | Venezia-Palermo      | 1-3 |

|         | 8ª giornata         |     |
|         |                     |     |
| 1º ott. | Bari-Como           | 1-1 |
| 30 set. | Brescia-Ascoli      | 1-1 |
| 1º ott. | Cittadella-Lecco    | 2-1 |
| 1º ott. | Cremonese-Parma     | 1-2 |
| 30 set. | Feralpisalò-Spezia  | 1-2 |
| 30 set. | Modena-Venezia      | 1-3 |
| 1º ott. | Palermo-Südtirol    | 2-1 |
| 30 set. | Pisa-Cosenza        | 1-2 |
| 1º ott. | Sampdoria-Catanzaro | 1-2 |
| 30 set. | Ternana-Reggiana    | 3-0 |

|        | 9ª giornata         |     |
|        |                     |     |
| 7 ott. | Ascoli-Sampdoria    | 1-1 |
| 6 ott. | Brescia-Feralpisalò | 1-1 |
| 7 ott. | Cittadella-Ternana  | 2-2 |
| 8 ott. | Como-Cremonese      | 1-3 |
| 7 ott. | Cosenza-Lecco       | 3-0 |
| 7 ott. | Modena-Palermo      | 0-2 |
| 7 ott. | Reggiana-Bari       | 1-1 |
| 8 ott. | Spezia-Pisa         | 0-0 |
| 7 ott. | Südtirol-Catanzaro  | 0-1 |
| 7 ott. | Venezia-Parma       | 3-2 |

|         | 10ª giornata          |     |
|         |                       |     |
| 21 ott. | Bari-Modena           | 1-1 |
| 21 ott. | Catanzaro-Feralpisalò | 3-0 |
| 21 ott. | Cremonese-Südtirol    | 0-1 |
| 21 ott. | Lecco-Ascoli          | 0-2 |
| 23 ott. | Palermo-Spezia        | 2-2 |
| 20 ott. | Parma-Como            | 2-1 |
| 21 ott. | Pisa-Cittadella       | 2-1 |
| 22 ott. | Reggiana-Venezia      | 1-0 |
| 22 ott. | Sampdoria-Cosenza     | 2-0 |
| 21 ott. | Ternana-Brescia       | 0-1 |

|        | 9ª giornata         |     |
|        |                     |     |
| 7 ott. | Ascoli-Sampdoria    | 1-1 |
| 6 ott. | Brescia-Feralpisalò | 1-1 |
| 7 ott. | Cittadella-Ternana  | 2-2 |
| 8 ott. | Como-Cremonese      | 1-3 |
| 7 ott. | Cosenza-Lecco       | 3-0 |
| 7 ott. | Modena-Palermo      | 0-2 |
| 7 ott. | Reggiana-Bari       | 1-1 |
| 8 ott. | Spezia-Pisa         | 0-0 |
| 7 ott. | Südtirol-Catanzaro  | 0-1 |
| 7 ott. | Venezia-Parma       | 3-2 |

|         | 10ª giornata          |     |
|         |                       |     |
| 21 ott. | Bari-Modena           | 1-1 |
| 21 ott. | Catanzaro-Feralpisalò | 3-0 |
| 21 ott. | Cremonese-Südtirol    | 0-1 |
| 21 ott. | Lecco-Ascoli          | 0-2 |
| 23 ott. | Palermo-Spezia        | 2-2 |
| 20 ott. | Parma-Como            | 2-1 |
| 21 ott. | Pisa-Cittadella       | 2-1 |
| 22 ott. | Reggiana-Venezia      | 1-0 |
| 22 ott. | Sampdoria-Cosenza     | 2-0 |
| 21 ott. | Ternana-Brescia       | 0-1 |

|         | 11ª giornata         |     |
|         |                      |     |
| 28 ott. | Ascoli-Parma         | 1-3 |
| 29 ott. | Brescia-Bari         | 1-2 |
| 27 ott. | Cittadella-Cremonese | 1-2 |
| 28 ott. | Como-Catanzaro       | 1-0 |
| 28 ott. | Feralpisalò-Reggiana | 0-3 |
| 29 ott. | Modena-Ternana       | 2-1 |
| 29 ott. | Palermo-Lecco        | 1-2 |
| 28 ott. | Spezia-Cosenza       | 0-0 |
| 28 ott. | Südtirol-Sampdoria   | 3-1 |
| 29 ott. | Venezia-Pisa         | 2-1 |

|        | 12ª giornata        |     |
|        |                     |     |
| 4 nov. | Bari-Ascoli         | 1-0 |
| 4 nov. | Catanzaro-Modena    | 1-2 |
| 4 nov. | Cittadella-Brescia  | 3-2 |
| 4 nov. | Cosenza-Feralpisalò | 1-1 |
| 5 nov. | Cremonese-Spezia    | 3-0 |
| 5 nov. | Parma-Südtirol      | 2-0 |
| 4 nov. | Pisa-Como           | 1-1 |
| 5 nov. | Reggiana-Lecco      | 1-1 |
| 4 nov. | Sampdoria-Palermo   | 1-0 |
| 4 nov. | Ternana-Venezia     | 0-1 |

|         | 11ª giornata         |     |
|         |                      |     |
| 28 ott. | Ascoli-Parma         | 1-3 |
| 29 ott. | Brescia-Bari         | 1-2 |
| 27 ott. | Cittadella-Cremonese | 1-2 |
| 28 ott. | Como-Catanzaro       | 1-0 |
| 28 ott. | Feralpisalò-Reggiana | 0-3 |
| 29 ott. | Modena-Ternana       | 2-1 |
| 29 ott. | Palermo-Lecco        | 1-2 |
| 28 ott. | Spezia-Cosenza       | 0-0 |
| 28 ott. | Südtirol-Sampdoria   | 3-1 |
| 29 ott. | Venezia-Pisa         | 2-1 |

|        | 12ª giornata        |     |
|        |                     |     |
| 4 nov. | Bari-Ascoli         | 1-0 |
| 4 nov. | Catanzaro-Modena    | 1-2 |
| 4 nov. | Cittadella-Brescia  | 3-2 |
| 4 nov. | Cosenza-Feralpisalò | 1-1 |
| 5 nov. | Cremonese-Spezia    | 3-0 |
| 5 nov. | Parma-Südtirol      | 2-0 |
| 4 nov. | Pisa-Como           | 1-1 |
| 5 nov. | Reggiana-Lecco      | 1-1 |
| 4 nov. | Sampdoria-Palermo   | 1-0 |
| 4 nov. | Ternana-Venezia     | 0-1 |

|         | 13ª giornata       |     |
|         |                    |     |
| 11 nov. | Ascoli-Como        | 0-1 |
| 12 nov. | Brescia-Cremonese  | 0-3 |
| 11 nov. | Cosenza-Reggiana   | 2-0 |
| 11 nov. | Feralpisalò-Bari   | 3-3 |
| 12 nov. | Lecco-Parma        | 3-2 |
| 11 nov. | Modena-Sampdoria   | 0-2 |
| 12 nov. | Palermo-Cittadella | 0-1 |
| 12 nov. | Spezia-Ternana     | 2-2 |
| 11 nov. | Südtirol-Pisa      | 1-2 |
| 10 nov. | Venezia-Catanzaro  | 2-1 |

|         | 14ª giornata        |     |
|         |                     |     |
| 25 nov. | Bari-Venezia        | 0-3 |
| 26 nov. | Catanzaro-Cosenza   | 2-0 |
| 25 nov. | Cittadella-Südtirol | 2-1 |
| 25 nov. | Como-Feralpisalò    | 2-1 |
| 25 nov. | Cremonese-Lecco     | 1-0 |
| 25 nov. | Parma-Modena        | 1-1 |
| 25 nov. | Pisa-Brescia        | 1-1 |
| 25 nov. | Reggiana-Ascoli     | 1-1 |
| 24 nov. | Sampdoria-Spezia    | 2-1 |
| 26 nov. | Ternana-Palermo     | 1-1 |

|         | 13ª giornata       |     |
|         |                    |     |
| 11 nov. | Ascoli-Como        | 0-1 |
| 12 nov. | Brescia-Cremonese  | 0-3 |
| 11 nov. | Cosenza-Reggiana   | 2-0 |
| 11 nov. | Feralpisalò-Bari   | 3-3 |
| 12 nov. | Lecco-Parma        | 3-2 |
| 11 nov. | Modena-Sampdoria   | 0-2 |
| 12 nov. | Palermo-Cittadella | 0-1 |
| 12 nov. | Spezia-Ternana     | 2-2 |
| 11 nov. | Südtirol-Pisa      | 1-2 |
| 10 nov. | Venezia-Catanzaro  | 2-1 |

|         | 14ª giornata        |     |
|         |                     |     |
| 25 nov. | Bari-Venezia        | 0-3 |
| 26 nov. | Catanzaro-Cosenza   | 2-0 |
| 25 nov. | Cittadella-Südtirol | 2-1 |
| 25 nov. | Como-Feralpisalò    | 2-1 |
| 25 nov. | Cremonese-Lecco     | 1-0 |
| 25 nov. | Parma-Modena        | 1-1 |
| 25 nov. | Pisa-Brescia        | 1-1 |
| 25 nov. | Reggiana-Ascoli     | 1-1 |
| 24 nov. | Sampdoria-Spezia    | 2-1 |
| 26 nov. | Ternana-Palermo     | 1-1 |

|         | 15ª giornata           |     |
|         |                        |     |
| 3 dic.  | Brescia-Sampdoria      | 3-1 |
| 2 dic.  | Cosenza-Ternana        | 1-3 |
| 2 dic.  | Feralpisalò-Cittadella | 0-1 |
| 3 dic.  | Lecco-Bari             | 1-0 |
| 2 dic.  | Modena-Reggiana        | 2-1 |
| 1º dic. | Palermo-Catanzaro      | 1-2 |
| 2 dic.  | Pisa-Cremonese         | 0-0 |
| 2 dic.  | Spezia-Parma           | 0-1 |
| 3 dic.  | Südtirol-Como          | 0-1 |
| 2 dic.  | Venezia-Ascoli         | 3-1 |

|         | 16ª giornata        |     |
|         |                     |     |
| 9 dic.  | Ascoli-Spezia       | 1-2 |
| 9 dic.  | Bari-Südtirol       | 2-1 |
| 9 dic.  | Catanzaro-Pisa      | 2-0 |
| 9 dic.  | Cittadella-Cosenza  | 2-0 |
| 10 dic. | Como-Modena         | 2-1 |
| 9 dic.  | Cremonese-Venezia   | 1-0 |
| 10 dic. | Parma-Palermo       | 3-3 |
| 10 dic. | Reggiana-Brescia    | 1-1 |
| 9 dic.  | Sampdoria-Lecco     | 2-0 |
| 9 dic.  | Ternana-Feralpisalò | 2-1 |

|         | 15ª giornata           |     |
|         |                        |     |
| 3 dic.  | Brescia-Sampdoria      | 3-1 |
| 2 dic.  | Cosenza-Ternana        | 1-3 |
| 2 dic.  | Feralpisalò-Cittadella | 0-1 |
| 3 dic.  | Lecco-Bari             | 1-0 |
| 2 dic.  | Modena-Reggiana        | 2-1 |
| 1º dic. | Palermo-Catanzaro      | 1-2 |
| 2 dic.  | Pisa-Cremonese         | 0-0 |
| 2 dic.  | Spezia-Parma           | 0-1 |
| 3 dic.  | Südtirol-Como          | 0-1 |
| 2 dic.  | Venezia-Ascoli         | 3-1 |

|         | 16ª giornata        |     |
|         |                     |     |
| 9 dic.  | Ascoli-Spezia       | 1-2 |
| 9 dic.  | Bari-Südtirol       | 2-1 |
| 9 dic.  | Catanzaro-Pisa      | 2-0 |
| 9 dic.  | Cittadella-Cosenza  | 2-0 |
| 10 dic. | Como-Modena         | 2-1 |
| 9 dic.  | Cremonese-Venezia   | 1-0 |
| 10 dic. | Parma-Palermo       | 3-3 |
| 10 dic. | Reggiana-Brescia    | 1-1 |
| 9 dic.  | Sampdoria-Lecco     | 2-0 |
| 9 dic.  | Ternana-Feralpisalò | 2-1 |

|         | 17ª giornata          |     |
|         |                       |     |
| 16 dic. | Ascoli-Catanzaro      | 1-0 |
| 16 dic. | Brescia-Como          | 2-0 |
| 16 dic. | Cosenza-Parma         | 0-0 |
| 16 dic. | Feralpisalò-Cremonese | 1-0 |
| 17 dic. | Lecco-Ternana         | 2-3 |
| 16 dic. | Modena-Cittadella     | 1-1 |
| 16 dic. | Palermo-Pisa          | 3-2 |
| 16 dic. | Reggiana-Sampdoria    | 1-2 |
| 15 dic. | Spezia-Bari           | 1-0 |
| 16 dic. | Venezia-Südtirol      | 2-3 |

|         | 18ª giornata          |     |
|         |                       |     |
| 23 dic. | Bari-Cosenza          | 0-0 |
| 23 dic. | Catanzaro-Brescia     | 2-3 |
| 23 dic. | Cittadella-Spezia     | 4-1 |
| 23 dic. | Como-Palermo          | 3-3 |
| 23 dic. | Cremonese-Modena      | 4-0 |
| 23 dic. | Parma-Ternana         | 3-1 |
| 23 dic. | Pisa-Ascoli           | 1-0 |
| 23 dic. | Sampdoria-Feralpisalò | 2-3 |
| 23 dic. | Südtirol-Reggiana     | 2-3 |
| 23 dic. | Venezia-Lecco         | 2-2 |

|         | 17ª giornata          |     |
|         |                       |     |
| 16 dic. | Ascoli-Catanzaro      | 1-0 |
| 16 dic. | Brescia-Como          | 2-0 |
| 16 dic. | Cosenza-Parma         | 0-0 |
| 16 dic. | Feralpisalò-Cremonese | 1-0 |
| 17 dic. | Lecco-Ternana         | 2-3 |
| 16 dic. | Modena-Cittadella     | 1-1 |
| 16 dic. | Palermo-Pisa          | 3-2 |
| 16 dic. | Reggiana-Sampdoria    | 1-2 |
| 15 dic. | Spezia-Bari           | 1-0 |
| 16 dic. | Venezia-Südtirol      | 2-3 |

|         | 18ª giornata          |     |
|         |                       |     |
| 23 dic. | Bari-Cosenza          | 0-0 |
| 23 dic. | Catanzaro-Brescia     | 2-3 |
| 23 dic. | Cittadella-Spezia     | 4-1 |
| 23 dic. | Como-Palermo          | 3-3 |
| 23 dic. | Cremonese-Modena      | 4-0 |
| 23 dic. | Parma-Ternana         | 3-1 |
| 23 dic. | Pisa-Ascoli           | 1-0 |
| 23 dic. | Sampdoria-Feralpisalò | 2-3 |
| 23 dic. | Südtirol-Reggiana     | 2-3 |
| 23 dic. | Venezia-Lecco         | 2-2 |

| \| \| 19ª giornata \| \| \| \| \| \| \| 26 dic. \| Ascoli-Cittadella \| 0-0 \| \| 26 dic. \| Brescia-Parma \| 0-2 \| \| 26 dic. \| Cosenza-Como \| 1-2 \| \| 26 dic. \| Feralpisalò-Venezia \| 2-2 \| \| 26 dic. \| Lecco-Südtirol \| 2-1 \| \| 26 dic. \| Palermo-Cremonese \| 3-2 \| \| 26 dic. \| Reggiana-Catanzaro \| 1-0 \| \| 26 dic. \| Sampdoria-Bari \| 1-1 \| \| 26 dic. \| Spezia-Modena \| 1-1 \| \| 26 dic. \| Ternana-Pisa \| 1-1 \| |                     |     |
| | 19ª giornata        |     |
| |                     |     |
| 26 dic. | Ascoli-Cittadella   | 0-0 |
| 26 dic. | Brescia-Parma       | 0-2 |
| 26 dic. | Cosenza-Como        | 1-2 |
| 26 dic. | Feralpisalò-Venezia | 2-2 |
| 26 dic. | Lecco-Südtirol      | 2-1 |
| 26 dic. | Palermo-Cremonese   | 3-2 |
| 26 dic. | Reggiana-Catanzaro  | 1-0 |
| 26 dic. | Sampdoria-Bari      | 1-1 |
| 26 dic. | Spezia-Modena       | 1-1 |
| 26 dic. | Ternana-Pisa        | 1-1 |

|         | 19ª giornata        |     |
|         |                     |     |
| 26 dic. | Ascoli-Cittadella   | 0-0 |
| 26 dic. | Brescia-Parma       | 0-2 |
| 26 dic. | Cosenza-Como        | 1-2 |
| 26 dic. | Feralpisalò-Venezia | 2-2 |
| 26 dic. | Lecco-Südtirol      | 2-1 |
| 26 dic. | Palermo-Cremonese   | 3-2 |
| 26 dic. | Reggiana-Catanzaro  | 1-0 |
| 26 dic. | Sampdoria-Bari      | 1-1 |
| 26 dic. | Spezia-Modena       | 1-1 |
| 26 dic. | Ternana-Pisa        | 1-1 |

#### Girone di ritorno
|         | 20ª giornata         |     |
|         |                      |     |
| 13 gen. | Bari-Ternana         | 3-1 |
| 12 gen. | Catanzaro-Lecco      | 5-3 |
| 13 gen. | Cittadella-Palermo   | 2-0 |
| 13 gen. | Como-Spezia          | 4-0 |
| 14 gen. | Cremonese-Cosenza    | 1-0 |
| 13 gen. | Modena-Brescia       | 1-2 |
| 14 gen. | Parma-Ascoli         | 1-1 |
| 13 gen. | Pisa-Reggiana        | 2-2 |
| 13 gen. | Südtirol-Feralpisalò | 1-0 |
| 14 gen. | Venezia-Sampdoria    | 5-3 |

|         | 21ª giornata          |     |
|         |                       |     |
| 21 gen. | Ascoli-Bari           | 2-2 |
| 20 gen. | Brescia-Südtirol      | 1-1 |
| 20 gen. | Cosenza-Venezia       | 4-2 |
| 20 gen. | Feralpisalò-Catanzaro | 3-0 |
| 20 gen. | Lecco-Pisa            | 1-3 |
| 20 gen. | Palermo-Modena        | 4-2 |
| 20 gen. | Reggiana-Como         | 2-2 |
| 19 gen. | Sampdoria-Parma       | 0-3 |
| 20 gen. | Spezia-Cremonese      | 0-1 |
| 20 gen. | Ternana-Cittadella    | 3-1 |

|         | 20ª giornata         |     |
|         |                      |     |
| 13 gen. | Bari-Ternana         | 3-1 |
| 12 gen. | Catanzaro-Lecco      | 5-3 |
| 13 gen. | Cittadella-Palermo   | 2-0 |
| 13 gen. | Como-Spezia          | 4-0 |
| 14 gen. | Cremonese-Cosenza    | 1-0 |
| 13 gen. | Modena-Brescia       | 1-2 |
| 14 gen. | Parma-Ascoli         | 1-1 |
| 13 gen. | Pisa-Reggiana        | 2-2 |
| 13 gen. | Südtirol-Feralpisalò | 1-0 |
| 14 gen. | Venezia-Sampdoria    | 5-3 |

|         | 21ª giornata          |     |
|         |                       |     |
| 21 gen. | Ascoli-Bari           | 2-2 |
| 20 gen. | Brescia-Südtirol      | 1-1 |
| 20 gen. | Cosenza-Venezia       | 4-2 |
| 20 gen. | Feralpisalò-Catanzaro | 3-0 |
| 20 gen. | Lecco-Pisa            | 1-3 |
| 20 gen. | Palermo-Modena        | 4-2 |
| 20 gen. | Reggiana-Como         | 2-2 |
| 19 gen. | Sampdoria-Parma       | 0-3 |
| 20 gen. | Spezia-Cremonese      | 0-1 |
| 20 gen. | Ternana-Cittadella    | 3-1 |

|         | 22ª giornata         |     |
|         |                      |     |
| 27 gen. | Bari-Reggiana        | 0-2 |
| 26 gen. | Catanzaro-Palermo    | 1-1 |
| 28 gen. | Cittadella-Sampdoria | 1-2 |
| 27 gen. | Como-Ascoli          | 0-2 |
| 27 gen. | Cremonese-Brescia    | 1-0 |
| 27 gen. | Feralpisalò-Lecco    | 5-1 |
| 27 gen. | Modena-Parma         | 3-0 |
| 27 gen. | Pisa-Spezia          | 2-3 |
| 27 gen. | Südtirol-Cosenza     | 0-1 |
| 27 gen. | Venezia-Ternana      | 1-0 |

|        | 23ª giornata         |     |
|        |                      |     |
| 4 feb. | Ascoli-Südtirol      | 1-2 |
| 3 feb. | Brescia-Cittadella   | 2-0 |
| 3 feb. | Cosenza-Pisa         | 1-1 |
| 3 feb. | Lecco-Cremonese      | 0-1 |
| 2 feb. | Palermo-Bari         | 3-0 |
| 3 feb. | Parma-Venezia        | 2-1 |
| 3 feb. | Reggiana-Feralpisalò | 1-1 |
| 3 feb. | Sampdoria-Modena     | 2-2 |
| 3 feb. | Spezia-Catanzaro     | 1-1 |
| 3 feb. | Ternana-Como         | 0-1 |

|         | 22ª giornata         |     |
|         |                      |     |
| 27 gen. | Bari-Reggiana        | 0-2 |
| 26 gen. | Catanzaro-Palermo    | 1-1 |
| 28 gen. | Cittadella-Sampdoria | 1-2 |
| 27 gen. | Como-Ascoli          | 0-2 |
| 27 gen. | Cremonese-Brescia    | 1-0 |
| 27 gen. | Feralpisalò-Lecco    | 5-1 |
| 27 gen. | Modena-Parma         | 3-0 |
| 27 gen. | Pisa-Spezia          | 2-3 |
| 27 gen. | Südtirol-Cosenza     | 0-1 |
| 27 gen. | Venezia-Ternana      | 1-0 |

|        | 23ª giornata         |     |
|        |                      |     |
| 4 feb. | Ascoli-Südtirol      | 1-2 |
| 3 feb. | Brescia-Cittadella   | 2-0 |
| 3 feb. | Cosenza-Pisa         | 1-1 |
| 3 feb. | Lecco-Cremonese      | 0-1 |
| 2 feb. | Palermo-Bari         | 3-0 |
| 3 feb. | Parma-Venezia        | 2-1 |
| 3 feb. | Reggiana-Feralpisalò | 1-1 |
| 3 feb. | Sampdoria-Modena     | 2-2 |
| 3 feb. | Spezia-Catanzaro     | 1-1 |
| 3 feb. | Ternana-Como         | 0-1 |

|         | 24ª giornata        |     |
|         |                     |     |
| 10 feb. | Bari-Lecco          | 3-1 |
| 10 feb. | Catanzaro-Ascoli    | 3-2 |
| 10 feb. | Cittadella-Parma    | 1-2 |
| 9 feb.  | Como-Brescia        | 1-0 |
| 10 feb. | Cremonese-Reggiana  | 1-1 |
| 10 feb. | Feralpisalò-Palermo | 1-2 |
| 10 feb. | Modena-Cosenza      | 1-1 |
| 10 feb. | Pisa-Sampdoria      | 2-0 |
| 10 feb. | Südtirol-Venezia    | 0-3 |
| 11 feb. | Ternana-Spezia      | 1-1 |

|         | 25ª giornata       |     |
|         |                    |     |
| 16 feb. | Ascoli-Cremonese   | 0-0 |
| 17 feb. | Bari-Feralpisalò   | 1-0 |
| 17 feb. | Catanzaro-Südtirol | 2-2 |
| 17 feb. | Lecco-Cosenza      | 1-3 |
| 17 feb. | Palermo-Como       | 3-0 |
| 17 feb. | Parma-Pisa         | 3-2 |
| 17 feb. | Reggiana-Ternana   | 0-2 |
| 17 feb. | Sampdoria-Brescia  | 1-1 |
| 17 feb. | Spezia-Cittadella  | 4-2 |
| 18 feb. | Venezia-Modena     | 2-2 |

|         | 24ª giornata        |     |
|         |                     |     |
| 10 feb. | Bari-Lecco          | 3-1 |
| 10 feb. | Catanzaro-Ascoli    | 3-2 |
| 10 feb. | Cittadella-Parma    | 1-2 |
| 9 feb.  | Como-Brescia        | 1-0 |
| 10 feb. | Cremonese-Reggiana  | 1-1 |
| 10 feb. | Feralpisalò-Palermo | 1-2 |
| 10 feb. | Modena-Cosenza      | 1-1 |
| 10 feb. | Pisa-Sampdoria      | 2-0 |
| 10 feb. | Südtirol-Venezia    | 0-3 |
| 11 feb. | Ternana-Spezia      | 1-1 |

|         | 25ª giornata       |     |
|         |                    |     |
| 16 feb. | Ascoli-Cremonese   | 0-0 |
| 17 feb. | Bari-Feralpisalò   | 1-0 |
| 17 feb. | Catanzaro-Südtirol | 2-2 |
| 17 feb. | Lecco-Cosenza      | 1-3 |
| 17 feb. | Palermo-Como       | 3-0 |
| 17 feb. | Parma-Pisa         | 3-2 |
| 17 feb. | Reggiana-Ternana   | 0-2 |
| 17 feb. | Sampdoria-Brescia  | 1-1 |
| 17 feb. | Spezia-Cittadella  | 4-2 |
| 18 feb. | Venezia-Modena     | 2-2 |

|         | 26ª giornata         |     |
|         |                      |     |
| 24 feb. | Brescia-Reggiana     | 0-0 |
| 24 feb. | Cittadella-Catanzaro | 1-2 |
| 24 feb. | Como-Parma           | 1-1 |
| 23 feb. | Cosenza-Sampdoria    | 1-2 |
| 24 feb. | Cremonese-Palermo    | 2-2 |
| 24 feb. | Feralpisalò-Ascoli   | 0-1 |
| 25 feb. | Modena-Spezia        | 0-0 |
| 24 feb. | Pisa-Venezia         | 1-2 |
| 24 feb. | Südtirol-Bari        | 1-0 |
| 24 feb. | Ternana-Lecco        | 0-0 |

|         | 27ª giornata        |     |
|         |                     |     |
| 27 feb. | Ascoli-Brescia      | 1-1 |
| 27 feb. | Catanzaro-Bari      | 2-0 |
| 27 feb. | Lecco-Como          | 0-3 |
| 27 feb. | Palermo-Ternana     | 2-3 |
| 27 feb. | Parma-Cosenza       | 1-1 |
| 28 feb. | Pisa-Modena         | 2-2 |
| 27 feb. | Reggiana-Südtirol   | 1-1 |
| 27 feb. | Sampdoria-Cremonese | 1-2 |
| 28 feb. | Spezia-Feralpisalò  | 0-2 |
| 28 feb. | Venezia-Cittadella  | 2-0 |

|         | 26ª giornata         |     |
|         |                      |     |
| 24 feb. | Brescia-Reggiana     | 0-0 |
| 24 feb. | Cittadella-Catanzaro | 1-2 |
| 24 feb. | Como-Parma           | 1-1 |
| 23 feb. | Cosenza-Sampdoria    | 1-2 |
| 24 feb. | Cremonese-Palermo    | 2-2 |
| 24 feb. | Feralpisalò-Ascoli   | 0-1 |
| 25 feb. | Modena-Spezia        | 0-0 |
| 24 feb. | Pisa-Venezia         | 1-2 |
| 24 feb. | Südtirol-Bari        | 1-0 |
| 24 feb. | Ternana-Lecco        | 0-0 |

|         | 27ª giornata        |     |
|         |                     |     |
| 27 feb. | Ascoli-Brescia      | 1-1 |
| 27 feb. | Catanzaro-Bari      | 2-0 |
| 27 feb. | Lecco-Como          | 0-3 |
| 27 feb. | Palermo-Ternana     | 2-3 |
| 27 feb. | Parma-Cosenza       | 1-1 |
| 28 feb. | Pisa-Modena         | 2-2 |
| 27 feb. | Reggiana-Südtirol   | 1-1 |
| 27 feb. | Sampdoria-Cremonese | 1-2 |
| 28 feb. | Spezia-Feralpisalò  | 0-2 |
| 28 feb. | Venezia-Cittadella  | 2-0 |

|        | 28ª giornata          |     |
|        |                       |     |
| 3 mar. | Ascoli-Reggiana       | 0-0 |
| 3 mar. | Bari-Spezia           | 1-1 |
| 2 mar. | Brescia-Palermo       | 4-2 |
| 3 mar. | Cittadella-Pisa       | 0-1 |
| 3 mar. | Como-Venezia          | 2-1 |
| 3 mar. | Cosenza-Catanzaro     | 0-2 |
| 3 mar. | Feralpisalò-Sampdoria | 1-3 |
| 3 mar. | Modena-Cremonese      | 0-1 |
| 2 mar. | Südtirol-Lecco        | 1-0 |
| 2 mar. | Ternana-Parma         | 1-3 |

|         | 29ª giornata       |     |
|         |                    |     |
| 9 mar.  | Catanzaro-Reggiana | 0-1 |
| 9 mar.  | Cosenza-Cittadella | 0-0 |
| 9 mar.  | Cremonese-Como     | 2-1 |
| 10 mar. | Lecco-Palermo      | 0-1 |
| 9 mar.  | Modena-Feralpisalò | 2-3 |
| 8 mar.  | Parma-Brescia      | 2-1 |
| 9 mar.  | Pisa-Ternana       | 1-0 |
| 11 mar. | Sampdoria-Ascoli   | 2-1 |
| 9 mar.  | Spezia-Südtirol    | 2-1 |
| 10 mar. | Venezia-Bari       | 3-1 |

|        | 28ª giornata          |     |
|        |                       |     |
| 3 mar. | Ascoli-Reggiana       | 0-0 |
| 3 mar. | Bari-Spezia           | 1-1 |
| 2 mar. | Brescia-Palermo       | 4-2 |
| 3 mar. | Cittadella-Pisa       | 0-1 |
| 3 mar. | Como-Venezia          | 2-1 |
| 3 mar. | Cosenza-Catanzaro     | 0-2 |
| 3 mar. | Feralpisalò-Sampdoria | 1-3 |
| 3 mar. | Modena-Cremonese      | 0-1 |
| 2 mar. | Südtirol-Lecco        | 1-0 |
| 2 mar. | Ternana-Parma         | 1-3 |

|         | 29ª giornata       |     |
|         |                    |     |
| 9 mar.  | Catanzaro-Reggiana | 0-1 |
| 9 mar.  | Cosenza-Cittadella | 0-0 |
| 9 mar.  | Cremonese-Como     | 2-1 |
| 10 mar. | Lecco-Palermo      | 0-1 |
| 9 mar.  | Modena-Feralpisalò | 2-3 |
| 8 mar.  | Parma-Brescia      | 2-1 |
| 9 mar.  | Pisa-Ternana       | 1-0 |
| 11 mar. | Sampdoria-Ascoli   | 2-1 |
| 9 mar.  | Spezia-Südtirol    | 2-1 |
| 10 mar. | Venezia-Bari       | 3-1 |

|         | 30ª giornata       |     |
|         |                    |     |
| 17 mar. | Ascoli-Lecco       | 4-1 |
| 16 mar. | Bari-Sampdoria     | 0-1 |
| 16 mar. | Brescia-Catanzaro  | 1-1 |
| 16 mar. | Cittadella-Modena  | 1-1 |
| 16 mar. | Como-Pisa          | 3-1 |
| 16 mar. | Feralpisalò-Parma  | 1-2 |
| 15 mar. | Palermo-Venezia    | 0-3 |
| 16 mar. | Reggiana-Spezia    | 0-0 |
| 16 mar. | Südtirol-Cremonese | 3-0 |
| 16 mar. | Ternana-Cosenza    | 1-0 |

|         | 31ª giornata          |     |
|         |                       |     |
| 1º apr. | Como-Südtirol         | 2-0 |
| 1º apr. | Cosenza-Brescia       | 1-2 |
| 1º apr. | Cremonese-Feralpisalò | 0-1 |
| 1º apr. | Lecco-Cittadella      | 1-1 |
| 1º apr. | Modena-Bari           | 1-1 |
| 1º apr. | Parma-Catanzaro       | 0-2 |
| 1º apr. | Pisa-Palermo          | 4-3 |
| 1º apr. | Sampdoria-Ternana     | 4-1 |
| 1º apr. | Spezia-Ascoli         | 2-1 |
| 1º apr. | Venezia-Reggiana      | 2-3 |

|         | 30ª giornata       |     |
|         |                    |     |
| 17 mar. | Ascoli-Lecco       | 4-1 |
| 16 mar. | Bari-Sampdoria     | 0-1 |
| 16 mar. | Brescia-Catanzaro  | 1-1 |
| 16 mar. | Cittadella-Modena  | 1-1 |
| 16 mar. | Como-Pisa          | 3-1 |
| 16 mar. | Feralpisalò-Parma  | 1-2 |
| 15 mar. | Palermo-Venezia    | 0-3 |
| 16 mar. | Reggiana-Spezia    | 0-0 |
| 16 mar. | Südtirol-Cremonese | 3-0 |
| 16 mar. | Ternana-Cosenza    | 1-0 |

|         | 31ª giornata          |     |
|         |                       |     |
| 1º apr. | Como-Südtirol         | 2-0 |
| 1º apr. | Cosenza-Brescia       | 1-2 |
| 1º apr. | Cremonese-Feralpisalò | 0-1 |
| 1º apr. | Lecco-Cittadella      | 1-1 |
| 1º apr. | Modena-Bari           | 1-1 |
| 1º apr. | Parma-Catanzaro       | 0-2 |
| 1º apr. | Pisa-Palermo          | 4-3 |
| 1º apr. | Sampdoria-Ternana     | 4-1 |
| 1º apr. | Spezia-Ascoli         | 2-1 |
| 1º apr. | Venezia-Reggiana      | 2-3 |

|        | 32ª giornata        |     |
|        |                     |     |
| 7 apr. | Ascoli-Venezia      | 0-0 |
| 5 apr. | Bari-Cremonese      | 1-2 |
| 6 apr. | Brescia-Pisa        | 3-1 |
| 6 apr. | Catanzaro-Como      | 1-2 |
| 6 apr. | Feralpisalò-Cosenza | 2-2 |
| 6 apr. | Palermo-Sampdoria   | 2-2 |
| 6 apr. | Reggiana-Cittadella | 0-2 |
| 6 apr. | Spezia-Lecco        | 1-1 |
| 6 apr. | Südtirol-Parma      | 0-0 |
| 6 apr. | Ternana-Modena      | 0-0 |

|         | 33ª giornata       |     |
|         |                    |     |
| 13 apr. | Cittadella-Ascoli  | 0-0 |
| 13 apr. | Como-Bari          | 2-1 |
| 13 apr. | Cosenza-Palermo    | 1-1 |
| 13 apr. | Cremonese-Ternana  | 1-2 |
| 13 apr. | Lecco-Reggiana     | 1-0 |
| 12 apr. | Modena-Catanzaro   | 1-3 |
| 13 apr. | Parma-Spezia       | 2-0 |
| 13 apr. | Pisa-Feralpisalò   | 3-1 |
| 13 apr. | Sampdoria-Südtirol | 0-1 |
| 14 apr. | Venezia-Brescia    | 2-0 |

|        | 32ª giornata        |     |
|        |                     |     |
| 7 apr. | Ascoli-Venezia      | 0-0 |
| 5 apr. | Bari-Cremonese      | 1-2 |
| 6 apr. | Brescia-Pisa        | 3-1 |
| 6 apr. | Catanzaro-Como      | 1-2 |
| 6 apr. | Feralpisalò-Cosenza | 2-2 |
| 6 apr. | Palermo-Sampdoria   | 2-2 |
| 6 apr. | Reggiana-Cittadella | 0-2 |
| 6 apr. | Spezia-Lecco        | 1-1 |
| 6 apr. | Südtirol-Parma      | 0-0 |
| 6 apr. | Ternana-Modena      | 0-0 |

|         | 33ª giornata       |     |
|         |                    |     |
| 13 apr. | Cittadella-Ascoli  | 0-0 |
| 13 apr. | Como-Bari          | 2-1 |
| 13 apr. | Cosenza-Palermo    | 1-1 |
| 13 apr. | Cremonese-Ternana  | 1-2 |
| 13 apr. | Lecco-Reggiana     | 1-0 |
| 12 apr. | Modena-Catanzaro   | 1-3 |
| 13 apr. | Parma-Spezia       | 2-0 |
| 13 apr. | Pisa-Feralpisalò   | 3-1 |
| 13 apr. | Sampdoria-Südtirol | 0-1 |
| 14 apr. | Venezia-Brescia    | 2-0 |

|         | 34ª giornata        |     |
|         |                     |     |
| 20 apr. | Ascoli-Modena       | 0-0 |
| 20 apr. | Bari-Pisa           | 1-1 |
| 20 apr. | Brescia-Ternana     | 0-0 |
| 20 apr. | Catanzaro-Cremonese | 0-0 |
| 20 apr. | Feralpisalò-Como    | 2-5 |
| 20 apr. | Lecco-Venezia       | 1-2 |
| 19 apr. | Palermo-Parma       | 0-0 |
| 19 apr. | Reggiana-Cosenza    | 0-4 |
| 20 apr. | Spezia-Sampdoria    | 0-0 |
| 20 apr. | Südtirol-Cittadella | 0-0 |

|         | 35ª giornata           |     |
|         |                        |     |
| 27 apr. | Brescia-Spezia         | 0-0 |
| 27 apr. | Cittadella-Feralpisalò | 1-1 |
| 27 apr. | Cosenza-Bari           | 4-1 |
| 27 apr. | Modena-Südtirol        | 1-0 |
| 27 apr. | Palermo-Reggiana       | 1-2 |
| 27 apr. | Parma-Lecco            | 4-0 |
| 26 apr. | Pisa-Catanzaro         | 2-2 |
| 27 apr. | Sampdoria-Como         | 1-1 |
| 27 apr. | Ternana-Ascoli         | 0-1 |
| 26 apr. | Venezia-Cremonese      | 2-1 |

|         | 34ª giornata        |     |
|         |                     |     |
| 20 apr. | Ascoli-Modena       | 0-0 |
| 20 apr. | Bari-Pisa           | 1-1 |
| 20 apr. | Brescia-Ternana     | 0-0 |
| 20 apr. | Catanzaro-Cremonese | 0-0 |
| 20 apr. | Feralpisalò-Como    | 2-5 |
| 20 apr. | Lecco-Venezia       | 1-2 |
| 19 apr. | Palermo-Parma       | 0-0 |
| 19 apr. | Reggiana-Cosenza    | 0-4 |
| 20 apr. | Spezia-Sampdoria    | 0-0 |
| 20 apr. | Südtirol-Cittadella | 0-0 |

|         | 35ª giornata           |     |
|         |                        |     |
| 27 apr. | Brescia-Spezia         | 0-0 |
| 27 apr. | Cittadella-Feralpisalò | 1-1 |
| 27 apr. | Cosenza-Bari           | 4-1 |
| 27 apr. | Modena-Südtirol        | 1-0 |
| 27 apr. | Palermo-Reggiana       | 1-2 |
| 27 apr. | Parma-Lecco            | 4-0 |
| 26 apr. | Pisa-Catanzaro         | 2-2 |
| 27 apr. | Sampdoria-Como         | 1-1 |
| 27 apr. | Ternana-Ascoli         | 0-1 |
| 26 apr. | Venezia-Cremonese      | 2-1 |

|         | 36ª giornata        |     |
|         |                     |     |
| 1º mag. | Ascoli-Cosenza      | 0-1 |
| 1º mag. | Bari-Parma          | 1-1 |
| 1º mag. | Catanzaro-Venezia   | 3-2 |
| 1º mag. | Como-Cittadella     | 2-1 |
| 1º mag. | Cremonese-Pisa      | 2-1 |
| 1º mag. | Feralpisalò-Brescia | 2-2 |
| 1º mag. | Lecco-Sampdoria     | 0-1 |
| 1º mag. | Reggiana-Modena     | 1-0 |
| 1º mag. | Spezia-Palermo      | 1-0 |
| 1º mag. | Südtirol-Ternana    | 4-3 |

|        | 37ª giornata        |     |
|        |                     |     |
| 5 mag. | Brescia-Lecco       | 4-1 |
| 5 mag. | Cittadella-Bari     | 1-1 |
| 5 mag. | Cosenza-Spezia      | 2-2 |
| 5 mag. | Modena-Como         | 0-0 |
| 5 mag. | Palermo-Ascoli      | 2-2 |
| 5 mag. | Parma-Cremonese     | 1-1 |
| 5 mag. | Pisa-Südtirol       | 2-2 |
| 5 mag. | Sampdoria-Reggiana  | 1-0 |
| 5 mag. | Ternana-Catanzaro   | 1-0 |
| 5 mag. | Venezia-Feralpisalò | 2-1 |

|         | 36ª giornata        |     |
|         |                     |     |
| 1º mag. | Ascoli-Cosenza      | 0-1 |
| 1º mag. | Bari-Parma          | 1-1 |
| 1º mag. | Catanzaro-Venezia   | 3-2 |
| 1º mag. | Como-Cittadella     | 2-1 |
| 1º mag. | Cremonese-Pisa      | 2-1 |
| 1º mag. | Feralpisalò-Brescia | 2-2 |
| 1º mag. | Lecco-Sampdoria     | 0-1 |
| 1º mag. | Reggiana-Modena     | 1-0 |
| 1º mag. | Spezia-Palermo      | 1-0 |
| 1º mag. | Südtirol-Ternana    | 4-3 |

|        | 37ª giornata        |     |
|        |                     |     |
| 5 mag. | Brescia-Lecco       | 4-1 |
| 5 mag. | Cittadella-Bari     | 1-1 |
| 5 mag. | Cosenza-Spezia      | 2-2 |
| 5 mag. | Modena-Como         | 0-0 |
| 5 mag. | Palermo-Ascoli      | 2-2 |
| 5 mag. | Parma-Cremonese     | 1-1 |
| 5 mag. | Pisa-Südtirol       | 2-2 |
| 5 mag. | Sampdoria-Reggiana  | 1-0 |
| 5 mag. | Ternana-Catanzaro   | 1-0 |
| 5 mag. | Venezia-Feralpisalò | 2-1 |

| \| \| 38ª giornata \| \| \| \| \| \| \| 10 mag. \| Ascoli-Pisa \| 2-1 \| \| 10 mag. \| Bari-Brescia \| 2-0 \| \| 10 mag. \| Catanzaro-Sampdoria \| 1-3 \| \| 10 mag. \| Como-Cosenza \| 1-1 \| \| 10 mag. \| Cremonese-Cittadella \| 3-0 \| \| 10 mag. \| Feralpisalò-Ternana \| 0-1 \| \| 10 mag. \| Lecco-Modena \| 2-3 \| \| 10 mag. \| Reggiana-Parma \| 1-1 \| \| 10 mag. \| Spezia-Venezia \| 2-1 \| \| 10 mag. \| Südtirol-Palermo \| 0-1 \| |                      |     |
| | 38ª giornata         |     |
| |                      |     |
| 10 mag. | Ascoli-Pisa          | 2-1 |
| 10 mag. | Bari-Brescia         | 2-0 |
| 10 mag. | Catanzaro-Sampdoria  | 1-3 |
| 10 mag. | Como-Cosenza         | 1-1 |
| 10 mag. | Cremonese-Cittadella | 3-0 |
| 10 mag. | Feralpisalò-Ternana  | 0-1 |
| 10 mag. | Lecco-Modena         | 2-3 |
| 10 mag. | Reggiana-Parma       | 1-1 |
| 10 mag. | Spezia-Venezia       | 2-1 |
| 10 mag. | Südtirol-Palermo     | 0-1 |

|         | 38ª giornata         |     |
|         |                      |     |
| 10 mag. | Ascoli-Pisa          | 2-1 |
| 10 mag. | Bari-Brescia         | 2-0 |
| 10 mag. | Catanzaro-Sampdoria  | 1-3 |
| 10 mag. | Como-Cosenza         | 1-1 |
| 10 mag. | Cremonese-Cittadella | 3-0 |
| 10 mag. | Feralpisalò-Ternana  | 0-1 |
| 10 mag. | Lecco-Modena         | 2-3 |
| 10 mag. | Reggiana-Parma       | 1-1 |
| 10 mag. | Spezia-Venezia       | 2-1 |
| 10 mag. | Südtirol-Palermo     | 0-1 |

## Spareggi

### Play-off
Il terzo e ultimo posto utile alla promozione in Serie A, qualora il distacco tra la terza e la quarta in classifica non sia superiore a 14 punti, è assegnato tramite play-off a sei (strutturati attraverso un turno preliminare, semifinali e finale), a cui accedono le formazioni classificate dalla terza all'ottava posizione della graduatoria: la quinta affronta l'ottava e la vincitrice gioca poi contro la quarta; la sesta incontra la settima e la vincitrice sfida la terza. Le due vincenti disputano infine la finale per la promozione. Il regolamento dei play-off stabilisce quanto segue:
- I turni preliminari tra quinta e ottava e tra sesta e settima prevedono una partita unica sul campo della meglio piazzata nella stagione regolare. Nel caso di pareggio al termine dei tempi regolamentari, si disputano i supplementari. Se persiste la parità, passa il turno la squadra meglio classificata nella stagione regolare, senza effettuare i tiri di rigore.
- Le semifinali prevedono una gara di andata in casa delle squadre che hanno disputato il turno preliminare e una di ritorno in casa della terza e della quarta classificata nella stagione regolare. In caso di parità nel risultato aggregato, passa in finale la squadra meglio classificata nella stagione regolare, senza la disputa dei supplementari e tantomeno dei tiri di rigore.
- La finale si disputa tra le vincenti delle semifinali con gare di andata e ritorno, quest'ultima in casa della meglio classificata in campionato. In caso di parità, viene promossa in Serie A la squadra meglio classificata nella stagione regolare, senza la disputa dei supplementari e tantomeno dei tiri di rigore. Nel caso in cui le due finaliste avessero terminato la stagione regolare a pari punti, la gara di ritorno prevede i tempi supplementari ed eventuali tiri di rigore.

#### Tabellone
|  | Quarti di finale | Quarti di finale | Quarti di finale |  |  | Semifinali | Semifinali | Semifinali | Semifinali | Semifinali |   |   | Finale | Finale    | Finale | Finale | Finale |  |
|  |                  |                  |                  |  |  |            |            |            |            |            |   |   |        |           |        |        |        |  |
|  | 5                | Catanzaro (dts)  | 4                |  |  |            |            |            |            |            |   |   |        |           |        |        |        |  |
|  | 8                | Brescia          | 2                |  |  | 5          | Catanzaro  | 2          | 1          | 3          |   |   |        |           |        |        |        |  |
|  |                  |                  |                  |  |  | 4          | Cremonese  | 2          | 4          | 6          |   |   |        |           |        |        |        |  |
|  |                  |                  |                  |  |  |            |            |            |            |            |   |   | 4      | Cremonese | 0      | 0      | 0      |  |
|  | 6                | Palermo          | 2                |  |  |            |            | 3          | Venezia    | 0          | 1 | 1 |        |           |        |        |        |  |
|  | 7                | Sampdoria        | 0                |  |  | 6          | Palermo    | 0          | 1          | 1          |   |   |        |           |        |        |        |  |
|  |                  |                  |                  |  |  | 3          | Venezia    | 1          | 2          | 3          |   |   |        |           |        |        |        |  |

#### Turno preliminare
|           | Risultati |           | Luogo e data              |
| --------- | --------- | --------- | ------------------------- |
| Palermo   | 2-0       | Sampdoria | Palermo, 17 maggio 2024   |
| Catanzaro | 4-2 (dts) | Brescia   | Catanzaro, 18 maggio 2024 |
|           |           |           |                           |

#### Semifinali
|           | Risultati |           | Luogo e data              |
| --------- | --------- | --------- | ------------------------- |
| Palermo   | 0-1       | Venezia   | Palermo, 20 maggio 2024   |
| Venezia   | 2-1       | Palermo   | Venezia, 24 maggio 2024   |
|           |           |           |                           |
| Catanzaro | 2-2       | Cremonese | Catanzaro, 21 maggio 2024 |
| Cremonese | 4-1       | Catanzaro | Cremona, 25 maggio 2024   |
|           |           |           |                           |

#### Finale
|           | Risultati |           | Luogo e data            |
| --------- | --------- | --------- | ----------------------- |
| Cremonese | 0-0       | Venezia   | Cremona, 30 maggio 2024 |
| Venezia   | 1-0       | Cremonese | Venezia, 2 giugno 2024  |
|           |           |           |                         |

### Play-out
I play-out si disputano tra la sedicesima e la diciassettesima classificata nella stagione regolare, qualora il distacco in classifica tra queste due squadre non superi i 4 punti, con gara di andata in casa della diciassettesima e gara di ritorno in casa della sedicesima. Il regolamento che stabilisce la squadra vincitrice dei play-out è identico a quello della finale dei play-off per la promozione: in caso di parità al termine delle due partite, si salva la squadra che ha ottenuto il miglior piazzamento nella stagione regolare tra le due (in tal caso la squadra al 16º posto), invece il match verrebbe prolungato ai tempi supplementari ed eventualmente ai tiri di rigore qualora le due squadre avessero terminato la stagione regolare a pari punti. 
|         | Risultati |         | Luogo e data          |
| ------- | --------- | ------- | --------------------- |
| Bari    | 1-1       | Ternana | Bari, 16 maggio 2024  |
| Ternana | 0-3       | Bari    | Terni, 23 maggio 2024 |
|         |           |         |                       |

## Statistiche

### Squadre

#### Capoliste solitarie
|    | ——    | ——    | —— | ——    | ——    | ——    | ——    | ——    | ——    | ——    | ——    | ——    | ——  | ——  | ——    | ——    | ——    | ——    | ——    | ——    | ——    | ——    | ——    | ——    | ——    | ——    | ——    | ——    | ——    | ——    | ——    | ——    | ——    | ——    | ——    | ——    | ——    | —— |  |
|    | Parma | Parma |    | Parma | Parma | Parma | Parma | Parma | Parma | Parma | Parma | Parma |     |     | Parma | Parma | Parma | Parma | Parma | Parma | Parma | Parma | Parma | Parma | Parma | Parma | Parma | Parma | Parma | Parma | Parma | Parma | Parma | Parma | Parma | Parma | Parma |    |  |
|    |       |       |    |       |       |       |       |       |       |       |       |       |     |     |       |       |       |       |       |       |       |       |       |       |       |       |       |       |       |       |       |       |       |       |       |       |       |    |  |
|    |       |       |    |       |       |       |       |       |       |       |       |       |     |     |       |       |       |       |       |       |       |       |       |       |       |       |       |       |       |       |       |       |       |       |       |       |       |    |  |
| 1ª | 2ª    | 3ª    | 4ª | 5ª    | 6ª    | 7ª    | 8ª    | 9ª    | 10ª   | 11ª   | 12ª   | 13ª   | 14ª | 15ª | 16ª   | 17ª   | 18ª   | 19ª   | 20ª   | 21ª   | 22ª   | 23ª   | 24ª   | 25ª   | 26ª   | 27ª   | 28ª   | 29ª   | 30ª   | 31ª   | 32ª   | 33ª   | 34ª   | 35ª   | 36ª   | 37ª   | 38ª   |    |  |

#### Classifica in divenire
|             | 1ª | 2ª | 3ª | 4ª | 5ª | 6ª | 7ª | 8ª | 9ª | 10ª | 11ª | 12ª | 13ª | 14ª | 15ª | 16ª | 17ª | 18ª | 19ª | 20ª | 21ª | 22ª | 23ª | 24ª | 25ª | 26ª | 27ª | 28ª | 29ª | 30ª | 31ª | 32ª | 33ª | 34ª | 35ª | 36ª | 37ª | 38ª |
|             |    |    |    |    |    |    |    |    |    |     |     |     |     |     |     |     |     |     |     |     |     |     |     |     |     |     |     |     |     |     |     |     |     |     |     |     |     |     |
| ----------- | -- | -- | -- | -- | -- | -- | -- | -- | -- | --- | --- | --- | --- | --- | --- | --- | --- | --- | --- | --- | --- | --- | --- | --- | --- | --- | --- | --- | --- | --- | --- | --- | --- | --- | --- | --- | --- | --- |
| Ascoli      | 0  | 0  | 3  | 3  | 3  | 4  | 7  | 8  | 9  | 12  | 12  | 12  | 12  | 13  | 13  | 13  | 16  | 16  | 17  | 18  | 19  | 22  | 22  | 22  | 23  | 26  | 27  | 28  | 28  | 31  | 31  | 32  | 33  | 34  | 37  | 37  | 38  | 41  |
| Bari        | 1  | 4  | 5  | 6  | 7  | 8  | 8  | 9  | 10 | 11  | 14  | 17  | 18  | 18  | 18  | 21  | 21  | 22  | 23  | 26  | 27  | 27  | 27  | 30  | 33  | 33  | 33  | 34  | 34  | 34  | 35  | 35  | 35  | 36  | 36  | 37  | 38  | 41  |
| Brescia     | 0  | 0  | 0* | 3  | 6  | 7  | 8  | 9  | 10 | 13  | 13  | 13  | 13  | 14  | 18* | 19  | 22  | 25  | 25  | 28  | 29  | 29  | 32  | 32  | 33  | 34  | 35  | 38  | 38  | 39  | 42  | 45  | 45  | 46  | 47  | 48  | 51  | 51  |
| Catanzaro   | 1  | 4  | 7  | 10 | 10 | 11 | 12 | 15 | 18 | 21  | 21  | 21  | 21  | 24  | 27  | 30  | 30  | 30  | 30  | 33  | 33  | 34  | 35  | 38  | 39  | 42  | 45  | 48  | 48  | 49  | 52  | 52  | 55  | 56  | 57  | 60  | 60  | 60  |
| Cittadella  | 3  | 3  | 4  | 5  | 8  | 8  | 9  | 12 | 13 | 13  | 13  | 16  | 19  | 22  | 25  | 28  | 29  | 32  | 33  | 36  | 36  | 36  | 36  | 36  | 36  | 36  | 36  | 36  | 37  | 38  | 39  | 42  | 43  | 44  | 45  | 45  | 46  | 46  |
| Como        | 0  | 1  | 1* | 4  | 7  | 10 | 13 | 14 | 14 | 14  | 17  | 18  | 21  | 24  | 28* | 31  | 31  | 32  | 35  | 38  | 39  | 39  | 42  | 45  | 45  | 46  | 49  | 52  | 52  | 55  | 58  | 61  | 64  | 67  | 68  | 71  | 72  | 73  |
| Cosenza     | 3  | 4  | 4  | 4  | 5  | 8  | 8  | 11 | 14 | 14  | 15  | 16  | 19  | 19  | 19  | 19  | 20  | 21  | 21  | 21  | 24  | 27  | 28  | 29  | 32  | 32  | 33  | 33  | 34  | 34  | 34  | 35  | 36  | 39  | 42  | 45  | 46  | 47  |
| Cremonese   | 1  | 1  | 4  | 5  | 6  | 7  | 10 | 10 | 13 | 13  | 16  | 19  | 22  | 25  | 26  | 29  | 29  | 32  | 32  | 35  | 38  | 41  | 44  | 45  | 46  | 47  | 50  | 53  | 56  | 56  | 56  | 59  | 59  | 60  | 60  | 63  | 64  | 67  |
| Feralpisalò | 0  | 0  | 0  | 0  | 1  | 1  | 4  | 4  | 5  | 5   | 5   | 6   | 7   | 7   | 7   | 7   | 10  | 13  | 14  | 14  | 17  | 20  | 21  | 21  | 21  | 21  | 24  | 24  | 27  | 27  | 30  | 31  | 31  | 31  | 32  | 33  | 33  | 33  |
| Lecco       | 0* | 0* | 0* | 0  | 0  | 1  | 1  | 1  | 1  | 1   | 7*  | 8   | 12* | 12  | 16* | 16  | 16  | 17  | 20  | 20  | 20  | 20  | 20  | 20  | 20  | 21  | 21  | 21  | 21  | 21  | 22  | 23  | 26  | 26  | 26  | 26  | 26  | 26  |
| Modena      | 0* | 3  | 6  | 9  | 10 | 11 | 12 | 12 | 12 | 13  | 19* | 22  | 22  | 23  | 26  | 26  | 27  | 27  | 28  | 28  | 28  | 31  | 32  | 33  | 34  | 35  | 36  | 36  | 36  | 37  | 38  | 39  | 39  | 40  | 43  | 43  | 44  | 47  |
| Palermo     | 1  | 1* | 4  | 7  | 10 | 10 | 13 | 16 | 19 | 20  | 20  | 20  | 23* | 24  | 24  | 25  | 28  | 29  | 32  | 32  | 35  | 36  | 39  | 42  | 45  | 46  | 46  | 46  | 49  | 49  | 49  | 50  | 51  | 52  | 52  | 52  | 53  | 56  |
| Parma       | 3  | 6  | 9  | 10 | 13 | 14 | 17 | 20 | 20 | 23  | 26  | 29  | 29  | 30  | 33  | 34  | 35  | 38  | 41  | 42  | 45  | 45  | 48  | 51  | 54  | 55  | 56  | 59  | 62  | 65  | 65  | 66  | 69  | 70  | 73  | 74  | 75  | 76  |
| Pisa        | 0  | 3  | 3  | 3  | 4  | 7  | 8  | 8  | 9  | 12  | 12  | 13  | 16  | 17  | 18  | 18  | 18  | 21  | 22  | 23  | 26  | 26  | 27  | 30  | 30  | 30  | 31  | 34  | 37  | 37  | 40  | 40  | 43  | 44  | 45  | 45  | 46  | 46  |
| Reggiana    | 0  | 1  | 1  | 2  | 3  | 6  | 7  | 7  | 8  | 11  | 14  | 15  | 15  | 16  | 16  | 17  | 17  | 20  | 23  | 24  | 25  | 28  | 29  | 30  | 30  | 31  | 32  | 33  | 36  | 37  | 40  | 40  | 40  | 40  | 43  | 46  | 46  | 47  |
| Sampdoria   | 1  | 1  | 1  | 2  | 2  | 3  | 3  | 3  | 4  | 7   | 7   | 10  | 13  | 16  | 16  | 19  | 22  | 22  | 23  | 23  | 23  | 26  | 27  | 27  | 28  | 31  | 31  | 34  | 37  | 40  | 43  | 44  | 44  | 45  | 46  | 49  | 52  | 55  |
| Spezia      | 1  | 1* | 1  | 1  | 1  | 1  | 2  | 5  | 6  | 7   | 8   | 8   | 10* | 10  | 10  | 13  | 16  | 16  | 17  | 17  | 17  | 20  | 21  | 22  | 25  | 26  | 26  | 27  | 30  | 31  | 34  | 35  | 35  | 36  | 37  | 40  | 41  | 44  |
| Südtirol    | 1  | 4  | 4* | 7  | 8  | 9  | 10 | 10 | 10 | 13  | 16  | 16  | 16  | 16  | 17* | 17  | 20  | 20  | 20  | 23  | 24  | 24  | 27  | 27  | 28  | 31  | 32  | 35  | 35  | 38  | 38  | 39  | 42  | 43  | 43  | 46  | 47  | 47  |
| Ternana     | 0  | 0  | 0  | 1  | 1  | 2  | 2  | 5  | 6  | 6   | 6   | 6   | 7   | 8   | 11  | 14  | 17  | 17  | 18  | 18  | 21  | 21  | 21  | 22  | 25  | 26  | 29  | 29  | 29  | 32  | 32  | 33  | 36  | 37  | 37  | 37  | 40  | 43  |
| Venezia     | 3  | 4  | 7  | 8  | 11 | 12 | 12 | 15 | 18 | 18  | 21  | 24  | 27  | 30  | 33  | 33  | 33  | 34  | 35  | 38  | 38  | 41  | 41  | 44  | 45  | 48  | 51  | 51  | 54  | 57  | 57  | 58  | 61  | 64  | 67  | 67  | 70  | 70  |

NOTA: l'asterisco indica che l'incontro è stato rinviato o sospeso ed è presente sia in corrispondenza del turno rinviato sia in corrispondenza del turno immediatamente successivo al recupero: esso serve a segnalare che, nella stessa giornata successiva al recupero, la formazione vincente dispone di un punteggio maggiore. L'asterisco non compare con la squadra che esce sconfitta dal recupero (né in corrispondenza del rinvio, né per il recupero stesso), invece è da usare con entrambe le squadre se il recupero termina con un pareggio: in caso di pareggio o vittoria nella partita del recupero, può comportare un incremento potenziale "anomalo" (cioè di 2 punti o superiore ai 3 punti) nella giornata seguente dove il punteggio terrà conto di entrambe le partite (quella recuperata nel turno precedente e quella regolarmente giocata nel turno successivo: pareggio-pareggio = 2 punti; pareggio-vittoria o vittoria-pareggio = 4 punti; vittoria-vittoria = 6 punti).

#### Classifiche di rendimento

##### Rendimento andata-ritorno
| Andata      | Andata  | Ritorno     | Ritorno |
|             |         |             |         |
| Parma       | 41      | Como        | 38      |
| Venezia     | 35      | Parma       | 35      |
| Como        | 35      | Venezia     | 35      |
| Cittadella  | 33      | Cremonese   | 35      |
| Cremonese   | 32      | Sampdoria   | 32      |
| Palermo     | 32      | Catanzaro   | 30      |
| Catanzaro   | 30      | Spezia      | 27      |
| Modena      | 28      | Südtirol    | 27      |
| Brescia     | 25      | Brescia     | 26      |
| Sampdoria   | 23 (-2) | Ternana     | 25      |
| Bari        | 23      | Cosenza     | 25      |
| Reggiana    | 23      | Ascoli      | 24      |
| Pisa        | 22      | Pisa        | 24      |
| Cosenza     | 21      | Reggiana    | 24      |
| Südtirol    | 20      | Palermo     | 24      |
| Lecco       | 20      | Feralpisalò | 19      |
| Ternana     | 18      | Modena      | 19      |
| Ascoli      | 17      | Bari        | 18      |
| Spezia      | 17      | Cittadella  | 13      |
| Feralpisalò | 14      | Lecco       | 6       |

##### Rendimento casa-trasferta
| Casa        | Casa | Trasferta   | Trasferta |
|             |      |             |           |
| Venezia     | 42   | Parma       | 36        |
| Como        | 41   | Cremonese   | 35        |
| Parma       | 40   | Como        | 32        |
| Cremonese   | 32   | Sampdoria   | 32        |
| Catanzaro   | 31   | Catanzaro   | 29        |
| Brescia     | 29   | Venezia     | 28        |
| Palermo     | 28   | Palermo     | 28        |
| Cittadella  | 27   | Reggiana    | 27        |
| Bari        | 27   | Cosenza     | 25        |
| Spezia      | 26   | Modena      | 23        |
| Pisa        | 26   | Brescia     | 22        |
| Südtirol    | 26   | Südtirol    | 21        |
| Sampdoria   | 25   | Ternana     | 21        |
| Modena      | 24   | Pisa        | 20        |
| Ascoli      | 23   | Cittadella  | 19        |
| Ternana     | 22   | Feralpisalò | 19        |
| Cosenza     | 22   | Spezia      | 18        |
| Reggiana    | 20   | Ascoli      | 18        |
| Feralpisalò | 14   | Bari        | 14        |
| Lecco       | 14   | Lecco       | 12        |

#### Primati stagionali
Squadre
- Maggior numero di vittorie: Como, Parma e Venezia (21)
- Maggior numero di pareggi: Bari, Modena, Reggiana e Spezia (17)
- Maggior numero di sconfitte: Lecco (24)
- Minor numero di vittorie: Lecco (6)
- Minor numero di pareggi: Venezia (7)
- Minor numero di sconfitte: Parma (4)
- Miglior attacco: Venezia (69 gol fatti)
- Peggior attacco: Lecco (35 gol fatti)
- Miglior difesa: Cremonese (32 gol subiti)
- Peggior difesa: Lecco (74 gol subìti)
- Miglior differenza reti: Parma (+31)
- Peggior differenza reti: Lecco (-39)
- Miglior serie positiva:  Cremonese (10, 20ª-29ª giornata)
- Peggior serie negativa: Cittadella (8, 21ª-28ª giornata)
- Maggior numero di vittorie consecutive: Cittadella (5, 12ª-16ª giornata), Como (5, 30ª-34ª giornata) e Venezia (5, 11ª-15ª giornata)
- Maggior numero di pareggi consecutivi: Modena (5, 23ª-27ª giornata)

Partite
- Partita con più gol: Catanzaro-Lecco 5-3 (8, 20ª giornata) e Venezia-Sampdoria 5-3 (8, 20ª giornata)
- Pareggio con più gol: Südtirol-Spezia 3-3 (6, 1ª giornata), Feralpisalò-Bari 3-3 (6, 13ª giornata), Parma-Palermo 3-3 (6, 16ª giornata) e Como-Palermo 3-3 (6, 18ª giornata)
- Maggior scarto di gol: Catanzaro-Parma 0-5 (5, 5ª giornata)
- Maggior numero di reti in una giornata: 39 (18ª giornata)
- Minor numero di reti in una giornata: 16 (34ª giornata)
- Maggior numero di espulsioni in una giornata: 6 (3ª e 17ª giornata)
- Maggior numero di pareggi in una giornata: 7 (34ª giornata)

### Individuali

#### Classifica marcatori
| Gol | Rigori |  | Giocatore         | Squadra   |
| --- | ------ |  | ----------------- | --------- |
| 22  | 4      |  | Joel Pohjanpalo   | Venezia   |
| 20  | 4      |  | Gennaro Tutino    | Cosenza   |
| 17  | 6      |  | Matteo Brunori    | Palermo   |
| 16  | 4      |  | Massimo Coda      | Cremonese |
| 16  | 11     |  | Daniele Casiraghi | Südtirol  |
| 15  | 1      |  | Pietro Iemmello   | Catanzaro |
| 14  |        |  | Patrick Cutrone   | Como      |
| 11  | 1      |  | Christian Gytkjær | Venezia   |
| 11  | 2      |  | Dennis Man        | Parma     |
| 11  | 3      |  | Giuseppe Sibilli  | Bari      |
| 11  | 4      |  | Pedro Mendes      | Ascoli    |
| 10  |        |  | Tommaso Biasci    | Catanzaro |
| 10  | 2      |  | Manuel De Luca    | Sampdoria |
| 10  | 2      |  | Gabriele Moncini  | Brescia   |
| 10  | 3      |  | Mattia Valoti     | Pisa      |
| 10  | 6      |  | Adrian Benedyczak | Parma     |